# English Football League Championship 2022-23
La English Football League Championship 2022-23, también llamada Sky BET Championship 2022-23 por razones de patrocinio, fue la séptima temporada bajo el nombre de English Football League y la vigésimo primera edición de la Football League Championship desde su fundación en 2004. Un total de 24 equipos disputaron la liga, incluyendo 18 equipos de la English Football League Championship 2021-22, tres relegados de la Premier League 2021-22 y tres promovidos de la League One 2021-22.

## Relevos
| Pos.  | a Premier League  |
| ----- | ----------------- |
| 1.º   | Fulham            |
| 2.º   | Bournemouth       |
| Prom. | Nottingham Forest |

| Pos. | a EFL Championship |
| ---- | ------------------ |
| 18.º | Burnley            |
| 19.  | Watford            |
| 20.º | Norwich City       |

| Pos.  | a EFL Championship |
| ----- | ------------------ |
| 1.º   | Wigan Athletic     |
| 2.º   | Rotherham United   |
| Prom. | Sunderland         |

| Pos. | a EFL League One    |
| ---- | ------------------- |
| 22.º | Peterborough United |
| 23.º | Derby County        |
| 24.º | Barnsley            |

## Información
| Equipo               | Ciudad                                                        | Entrenador         | Capitán         | Estadio                         | Capacidad | Proveedor   | Patrocinador                                                                            |
| -------------------- | ------------------------------------------------------------- | ------------------ | --------------- | ------------------------------- | --------- | ----------- | --------------------------------------------------------------------------------------- |
| Birmingham City      | Birmingham                                                    | John Eustace       | Troy Deeney     | St Andrew's Stadium             | 30 015    | Nike        | BoyleSports                                                                             |
| Blackburn Rovers     | Blackburn                                                     | Jon Dahl Tomasson  | Lewis Travis    | Ewood Park                      | 31 367    | Macron      | Totally Wicked                                                                          |
| Blackpool            | Blackpool                                                     | Stephen Dobbie INT | Chris Maxwell   | Bloomfield Road                 | 16 220    | Puma        | Utilita                                                                                 |
| Bristol City         | Bristol                                                       | Nigel Pearson      | Daniel Bentley  | Ashton Gate Stadium             | 27 000    | Hummel      | Huboo                                                                                   |
| Burnley              | Burnley                                                       | Vincent Kompany    | Jack Cork       | Turf Moor                       | 21 944    | Umbro       | Classic Football Shirts                                                                 |
| Cardiff City         | Cardiff                                                       | Sabri Lamouchi     | Sean Morrison   | Cardiff City Stadium            | 33 316    | New Balance | Tourism Malaysia                                                                        |
| Coventry City        | Coventry                                                      | Mark Robins        | Liam Kelly      | Coventry Building Society Arena | 30 016    | Hummel      | BoyleSports                                                                             |
| Huddersfield Town    | Huddersfield                                                  | Neil Warnock       | Jonathan Hogg   | Kirklees Stadium                | 24 500    | Umbro       | Utilita                                                                                 |
| Hull City            | Hull                                                          | Liam Rosenior      | Lewie Coyle     | KC Stadium                      | 25 400    | Umbro       | Coredon Airlines                                                                        |
| Luton Town           | Luton                                                         | Rob Edwards        | Sonny Bradley   | Kenilworth Road                 | 10 336    | Umbro       | 3 patrocinadores JB Developments (local) Star Platforms (visitante) Ryebridge (tercera) |
| Middlesbrough        | Middlesbrough                                                 | Michael Carrick    | Jonny Howson    | Riverside Stadium               | 34 742    | Erreà       | Unibet                                                                                  |
| Millwall             | Londres                                                       | Gary Rowett        | Jake Cooper     | The Den                         | 20 146    | Hummel      | Huski Chocolate                                                                         |
| Norwich City         | Norwich                                                       | David Wagner       | Grant Hanley    | Carrow Road                     | 27 244    | Joma        | Lotus Cars                                                                              |
| Preston North End    | Preston                                                       | Ryan Lowe          | Alan Browne     | Deepdale                        | 23 404    | Nike        | PAR Group                                                                               |
| Queen's Park Rangers | Londres                                                       | Gareth Ainsworth   | Stefan Johansen | Kiyan Prince Fundation Stadium  | 18 440    | Erreà       | Convivia                                                                                |
| Reading              | Reading                                                       | Noel Hunt INT      | Andrew Yiadom   | Madejski Stadium                | 24 161    | Macron      | Select Car Leasing.com                                                                  |
| Rotherham United     | Rotherham                                                     | Matt Taylor        | Richard Wood    | New York Stadium                | 12 021    | Puma        | IPM Group Asura Financial & Technologies                                                |
| Sheffield United     | Sheffield                                                     | Paul Heckingbottom | Billy Sharp     | Bramall Lane                    | 32 050    | Erreà       | Randox Health                                                                           |
| Stoke City           | Stoke                                                         | Alex Neil          | Lewis Baker     | Bet365 Stadium                  | 30 089    | Macron      | Bet365                                                                                  |
| Sunderland           | [[Archivo:\|15px\|border\|Bandera de Tyne y Wear]] Sunderland | Tony Mowbray       | Corry Evans     | Stadium of Light                | 48 707    | Nike        | Spreadex Sports                                                                         |
| Swansea City         | Swansea                                                       | Rusell Martin      | Matt Grimes     | Liberty Stadium                 | 30 089    | Joma        | Westacres                                                                               |
| Watford              | Watford                                                       | Slaven Bilić       | Tom Cleverley   | Vicarage Road                   | 21 557    | Kelme       | Stake.com                                                                               |
| West Bromwich Albion | West Bromwich                                                 | Carlos Corberán    | Jake Livermore  | The Hawthorns                   | 26 287    | Puma        | Ideal Boilers                                                                           |
| Wigan Athletic       | Wigan                                                         | Shaun Maloney      | Tendayi Darikwa | DW Stadium                      | 25 138    | Puma        | Big Help Project (Local y visitante) EPIC.gi (Tercera)                                  |

| Datos actualizados a 9 de abril de 2023. |

## Cambios de entrenadores
| Equipo               | Entrenador                                  | Salida                    | Tipo                                             | Posición      | Entrenador                             | Entrada                  |
| -------------------- | ------------------------------------------- | ------------------------- | ------------------------------------------------ | ------------- | -------------------------------------- | ------------------------ |
| Reading              | Paul Ince INT Michael Gilkes INT            | 7 de mayo de 2022         | Fin de interinato.                               | Pretemporada. | Paul Ince Alex Rae                     | 17 de mayo de 2022.      |
| Queen's Park Rangers | Mark Warburton                              | 7 de mayo de 2022         | Fin de contrato.                                 | Pretemporada. | Michael Beale                          | 1 de junio de 2022       |
| Blackburn Rovers     | Tony Mowbray                                | 7 de mayo de 2022         | Fin de contrato.                                 | Pretemporada. | Jon Dahl Tomasson                      | 14 de junio de 2022      |
| Watford              | Roy Hodgson                                 | 30 de mayo de 2022        | Retiro                                           | Pretemporada. | Rob Edwards                            | 30 de mayo de 2022       |
| Burnley              | Paul Jenkins INT Conor King INT Ben Mee INT | 30 de mayo de 2022        | Fin de interinidad                               | Pretemporada. | Vicent Kompany                         | 14 de junio de 2022      |
| Blackpool            | Neil Critchley                              | 2 de junio de 2022        | Fichado cómo segundo entrenador por Aston Villa. | Pretemporada. | Michael Appleton                       | 17 de junio de 2022      |
| Birmingham City      | Lee Bowyer                                  | 2 de julio de 2022        | Despido                                          | Pretemporada. | John Estauce                           | 3 de julio de 2022       |
| Huddersfield Town    | Carlos Corberán                             | 7 de julio de 2022        | Fichado por Olympiakos.                          | Pretemporada. | Danny Schofield                        | 7 de julio de 2022       |
| Stoke City           | Martin O'Neill                              | 25 de agosto de 2022      | Despido                                          | 21°           | Dean Holden INT                        | 25 de agosto de 2022.    |
| Sunderland           | Alex Neil                                   | 28 de agosto de 2022      | Fichado por Stoke City.                          | 12°           | Tony Mowbray                           | 31 de agosto             |
| Stoke City           | Dean Holden                                 | 28 de agosto de 2022      | Fin de interinidad                               | 17°           | Alex Neil                              | 29 de agosto de 2022     |
| Huddersfield Town    | Danny Schofield                             | 14 de septiembre de 2022  | Despido                                          | 23°           | Mark Fotheringham                      | 30 de septiembre de 2022 |
| Cardiff City         | Steve Morison                               | 18 de septiembre de 2022  | Despido                                          | 18°           | Mark Hudson                            | 18 de septiembre de 2022 |
| Rotherham United     | Paul Warne                                  | 22 de septiembre          | Fichado por Derby County.                        | 8°            | Matt Taylor                            | 4 de octubre de 2022     |
| Watford              | Rob Edwards                                 | 26 de septiembre de 2022. | Despido.                                         | 10°           | Slaven Bilić                           | 26 de septiembre de 2022 |
| Hull City            | Shota Arveladze                             | 30 de septiembre de 2022. | Despido.                                         | 20°           | Andy Dawson INT                        | 30 de septiembre de 2022 |
| Middlesbrough        | Chris Wilder                                | 3 de octubre de 2022.     | Despido.                                         | 22°           | Leo Percovich INT y Lee Cattermole INT | 3 de octubre de 2022     |
| Middlesbrough        | Leo Percovich INT y Lee Cattermole INT      | 24 de octubre de 2022     | Fin de interinidad                               | 21°           | Michael Carrick                        | 24 de octubre de 2022    |
| West Brom            | Steve Bruce                                 | 10 de octubre de 2022     | Despido                                          | 23°           | Carlos Corberán                        | 25 de octubre de 2022    |
| Hull City            | Andy Dawson INT                             | 4 de noviembre de 2022    | Fin de interinidad                               | 21°           | Liam Rosenior                          | 4 de noviembre de 2022   |
| Luton Town           | Nathan Jones                                | 10 de noviembre de 2022   | Fichado por Southampton.                         | 9°            | Rob Edwards                            | 17 de noviembre de 2022  |
| Wigan Athletic       | Leam Richardson                             | 10 de noviembre de 2022   | Despido                                          | 23°           | Kolo Touré                             | 29 de noviembre de 2022  |
| QPR                  | Michael Beale                               | 28 de noviembre de 2022   | Fichado por Rangers.                             | 7°            | Neil Critchley                         | 11 de diciembre de 2022  |
| Norwich City         | Dean Smith                                  | 27 de noviembre de 2022   | Despido                                          | 5°            | David Wagner                           | 6 de enero de 2023       |
| Cardiff City         | Mark Hudson                                 | 14 de enero de 2023       | Despido                                          | 21°           | Sabri Lamouchi                         | 27 de enero de 2023      |
| Blackpool            | Michael Appleton                            | 18 de enero de 2023       | Despido                                          | 23°           | Mick McCarthy                          | 19 de enero de 2023      |
| Wigan Athletic       | Kolo Touré                                  | 26 de enero de 2023       | Despido                                          | 24°           | Shaun Maloney                          | 28 de enero de 2023      |
| Huddersfield Town    | Mark Fotheringham                           | 8 de febrero de 2023      | Despido                                          | 22°           | Neil Warnock                           | 13 de febrero de 2023    |
| QPR                  | Neil Critchley                              | 19 de febrero de 2023     | Despido                                          | 17°           | Gareth Ainsworth                       | 21 de febrero de 2023    |
| Watford              | Slaven Bilić                                | 7 de marzo de 2023        | Despido                                          | 9°            | Chris Wilder                           | 7 de marzo de 2023       |
| Blackpool            | Mick McCarthy                               | 8 de abril de 2023        | Mutuo acuerdo                                    | 23°           | Stephen Dobbie INT                     | 8 de abril de 2023       |
| Reading              | Paul Ince                                   | 11 de abril de 2023       | Despido                                          | 22°           | Noel Hunt INT                          | 11 de abril de 2023      |

## Localización

#### Condados de Inglaterra
| Región                                                            | N.º | Equipos                                                  |
| ----------------------------------------------------------------- | --- | -------------------------------------------------------- |
| Lancashire                                                        | 4   | Blackburn Rovers, Blackpool, Burnley y Preston North End |
| Tierras Medias Occidentales                                       | 3   | Birmingham City, Coventry City y West Bromwich Albion    |
| Gran Londres                                                      | 2   | Millwall y Queen's Park Rangers                          |
| Yorkshire del Sur                                                 | 2   | Rotherham United y Sheffield United                      |
| Berkshire                                                         | 1   | Reading                                                  |
| Bristol                                                           | 1   | Bristol City                                             |
| Staffordshire                                                     | 1   | Stoke City                                               |
| Yorkshire del Este                                                | 1   | Hull City                                                |
| Yorkshire del Norte                                               | 1   | Middlesbrough                                            |
| Yorkshire del Oeste                                               | 1   | Huddersfield Town                                        |
| Bedfordshire                                                      | 1   | Luton Town                                               |
| Norfolk                                                           | 1   | Norwich City                                             |
| [[Archivo:\|20x20px\|border\|Bandera de Tyne y Wear]] Tyne y Wear | 1   | Sunderland                                               |
| Hertfordshire                                                     | 1   | Watford                                                  |
| Gran Mánchester                                                   | 1   | Wigan Athletic                                           |

#### Condados preservados de Gales
| Región         | N.º | Equipos                     |
| -------------- | --- | --------------------------- |
| Glamorganshire | 2   | Cardiff City y Swansea City |

## Desarrollo

### Clasificación
Los dos primeros equipos de la clasificación, ascenderán directamente a la Premier League, los clubes ubicados del tercer al sexto puesto, disputarán un play-off para determinar un tercer ascenso a la Premier League 2023-24. Por otro lado, los 3 últimos equipos de la clasificación, descenderán directamente a la EFL League One.
| Pos. | Equipo               | Pts. | PJ | G  | E  | P  | GF | GC | Dif. | Clasificación 2023-24             |
| ---- | -------------------- | ---- | -- | -- | -- | -- | -- | -- | ---- | --------------------------------- |
| 1    | Burnley (C, A)       | 101  | 46 | 29 | 14 | 3  | 87 | 35 | +52  | Ascenso a la Premier League.      |
| 2    | Sheffield United (A) | 91   | 46 | 28 | 7  | 11 | 73 | 39 | +34  | Ascenso a la Premier League.      |
| 3    | Luton Town (A)       | 80   | 46 | 21 | 17 | 8  | 57 | 39 | +18  | Play-offs para la Premier League. |
| 4    | Middlesbrough (X)    | 75   | 46 | 22 | 9  | 15 | 84 | 56 | +28  | Play-offs para la Premier League. |
| 5    | Coventry City (X)    | 70   | 46 | 18 | 16 | 12 | 58 | 46 | +12  | Play-offs para la Premier League. |
| 6    | Sunderland (X)       | 69   | 46 | 18 | 15 | 13 | 68 | 55 | +13  | Play-offs para la Premier League. |
| 7    | Blackburn Rovers     | 69   | 46 | 20 | 9  | 17 | 52 | 54 | −2   |                                   |
| 8    | Millwall             | 68   | 46 | 19 | 11 | 16 | 57 | 50 | +7   |                                   |
| 9    | West Bromwich Albion | 66   | 46 | 18 | 12 | 16 | 59 | 53 | +6   |                                   |
| 10   | Swansea City         | 66   | 46 | 18 | 12 | 16 | 68 | 64 | +4   |                                   |
| 11   | Watford              | 63   | 46 | 16 | 15 | 15 | 56 | 53 | +3   |                                   |
| 12   | Preston North End    | 63   | 46 | 17 | 12 | 17 | 45 | 59 | −14  |                                   |
| 13   | Norwich City         | 62   | 46 | 17 | 11 | 18 | 57 | 54 | +3   |                                   |
| 14   | Bristol City         | 59   | 46 | 15 | 14 | 17 | 55 | 56 | −1   |                                   |
| 15   | Hull City            | 58   | 46 | 14 | 16 | 16 | 51 | 61 | −10  |                                   |
| 16   | Stoke City           | 53   | 46 | 14 | 11 | 21 | 55 | 54 | +1   |                                   |
| 17   | Birmingham City      | 53   | 46 | 14 | 11 | 21 | 47 | 58 | −11  |                                   |
| 18   | Huddersfield Town    | 53   | 46 | 14 | 11 | 21 | 47 | 62 | −15  |                                   |
| 19   | Rotherham United     | 50   | 46 | 11 | 17 | 18 | 49 | 60 | −11  |                                   |
| 20   | Queen's Park Rangers | 50   | 46 | 13 | 11 | 22 | 44 | 71 | −27  |                                   |
| 21   | Cardiff City         | 49   | 46 | 13 | 10 | 23 | 41 | 58 | −17  |                                   |
| 22   | Reading (D)          | 44   | 46 | 13 | 11 | 22 | 46 | 68 | −22  | Descenso a la EFL League One.     |
| 23   | Blackpool (D)        | 44   | 46 | 11 | 11 | 24 | 48 | 72 | −24  | Descenso a la EFL League One.     |
| 24   | Wigan Athletic (D)   | 42   | 46 | 10 | 15 | 21 | 38 | 65 | −27  | Descenso a la EFL League One.     |

 Fuente: EFL
Notas:
1. ↑  Reading fue sancionado con la perdida de 6 puntos por decisiones federativas
2. ↑  Wigan Athletic fue sancionado con la perdida de 3 puntos por decisiones federativas

### Evolución
| Equipo         | 01 | 02  | 03  | 04   | 05    | 06    | 07    | 08    | 09    | 10    | 11    | 12    | 13    | 14     | 15     | 16     | 17    | 18    | 19    | 20   | 21   | 22   | 23  | 24  | 25  | 26  | 27  | 28   | 29   | 30  | 31  | 32  | 33  | 34  | 35 | 36 | 37 | 38  | 39  | 40  | 41  | 42  | 43  | 44  | 45 | 46 |
| -------------- | -- | --- | --- | ---- | ----- | ----- | ----- | ----- | ----- | ----- | ----- | ----- | ----- | ------ | ------ | ------ | ----- | ----- | ----- | ---- | ---- | ---- | --- | --- | --- | --- | --- | ---- | ---- | --- | --- | --- | --- | --- | -- | -- | -- | --- | --- | --- | --- | --- | --- | --- | -- | -- |
| Burnley        | 5  | 4   | 12  | 13   | 16    | 6     | 3     | 5     | 5     | 4     | 4     | 5     | 4     | 4*     | 1*     | 3*     | 1     | 1     | 1     | 1    | 1    | 1    | 1   | 1   | 1   | 1   | 1   | 1    | 1*   | 1*  | 1*  | 1*  | 1   | 1   | 1  | 1  | 1  | 1*  | 1*  | 1*  | 1*  | 1*  | 1*  | 1   | 1  | 1  |
| Sheffield      | 23 | 7   | 9   | 4    | 1     | 2     | 1     | 1     | 1     | 1     | 1     | 1     | 1     | 1*     | 2*     | 4*     | 5*    | 4*    | 3*    | 3    | 2    | 2    | 2   | 2   | 2   | 2   | 2   | 2    | 2*   | 2*  | 2*  | 2*  | 2*  | 2*  | 2  | 2  | 2  | 2*  | 2*  | 2*  | 2*  | 2*  | 2*  | 2*  | 2  | 2  |
| Luton Town     | 15 | 15  | 21  | 23   | 19    | 19    | 13    | 18    | 18    | 11    | 9     | 10    | 9     | 10*    | 7*     | 5*     | 9*    | 9*    | 10*   | 9    | 11   | 13   | 15* | 13* | 8*  | 7*  | 9*  | 7*   | 4*   | 4*  | 4*  | 4*  | 6*  | 6   | 5  | 4  | 4  | 4   | 4   | 3   | 3   | 3   | 3   | 3   | 3  | 3  |
| Middlesbrough  | 9  | 20  | 19  | 20   | 23    | 18    | 20    | 17    | 21    | 22    | 22    | 18    | 21    | 21*    | 22*    | 20*    | 21*   | 21*   | 19*   | 16   | 15   | 12   | 14  | 11  | 6   | 5   | 4   | 6    | 3    | 3   | 3   | 3   | 3   | 3   | 3  | 3  | 3  | 3   | 3   | 4   | 4   | 4   | 4   | 4   | 4  | 4  |
| Coventry City  | 8  | 18* | 23* | 24** | 24*** | 24*** | 24*** | 24*** | 24*** | 24*** | 24*** | 24*** | 24*** | 24**** | 24**** | 23**** | 22*** | 22*** | 20*** | 12** | 12** | 15** | 8*  | 12* | 14* | 14* | 15* | 15*  | 13*  | 15* | 14* | 11* | 11* | 10  | 8  | 9  | 9  | 8   | 8   | 9   | 9   | 7   | 8   | 5   | 5  | 5  |
| Sunderland     | 11 | 2   | 6   | 11   | 5     | 12    | 8     | 8     | 7     | 5     | 8     | 8     | 11    | 13*    | 9*     | 13*    | 14*   | 16*   | 12*   | 17*  | 10   | 11   | 13  | 9   | 4   | 8   | 10  | 9    | 9*   | 9*  | 7*  | 5*  | 8   | 9   | 11 | 10 | 12 | 11  | 12  | 11  | 10  | 9   | 9   | 6   | 7  | 6  |
| Blackburn      | 3  | 1   | 1   | 1    | 4     | 8     | 5     | 7     | 3     | 7     | 6     | 7     | 7     | 7      | 5      | 2      | 3     | 2     | 2     | 2    | 3    | 3    | 3   | 3   | 3   | 3   | 5   | 4    | 6*   | 7*  | 8*  | 8*  | 4   | 4   | 4  | 5  | 5  | 5*  | 6*  | 6*  | 6*  | 6*  | 6*  | 8   | 9  | 7  |
| Millwall       | 1  | 10  | 4   | 5    | 11    | 16    | 19    | 14    | 19    | 13    | 16    | 16    | 13    | 15*    | 11*    | 8*     | 6*    | 8*    | 9*    | 11*  | 7    | 7    | 10* | 6*  | 9*  | 6*  | 8*  | 8*   | 8**  | 8** | 5** | 7** | 5*  | 5   | 7  | 6  | 6  | 6   | 5   | 5   | 5   | 5   | 5   | 7   | 6  | 8  |
| West Brom      | 13 | 14  | 20  | 22   | 14    | 15    | 14    | 16    | 20    | 21    | 21    | 22    | 22    | 22*    | 20*    | 22*    | 23*   | 24*   | 23*   | 22*  | 21*  | 17*  | 16  | 14  | 11  | 9   | 6   | 10   | 10*  | 6*  | 9*  | 10* | 10* | 11* | 9  | 8  | 8  | 9*  | 9*  | 10* | 11* | 11* | 7*  | 9   | 8  | 9  |
| Swansea City   | 12 | 22  | 13  | 14   | 20    | 22    | 21    | 19    | 22    | 16    | 11    | 6     | 6     | 6*     | 8*     | 7*     | 4*    | 6*    | 7*    | 8    | 8    | 10   | 11  | 16  | 12  | 15  | 11  | 12   | 12*  | 13* | 15* | 12* | 12  | 15  | 17 | 17 | 17 | 16  | 15  | 15  | 14  | 13  | 13  | 12  | 10 | 10 |
| Watford        | 7  | 6   | 3   | 3    | 2     | 7     | 4     | 6     | 10    | 10    | 7     | 9     | 12    | 14*    | 10*    | 15*    | 10*   | 7*    | 6*    | 5    | 4    | 5    | 4   | 4   | 5   | 4   | 3   | 3    | 5    | 5   | 6   | 6   | 7   | 8   | 10 | 11 | 10 | 10  | 11  | 12  | 12  | 12  | 12  | 13  | 13 | 11 |
| Preston North  | 16 | 17  | 7   | 7    | 10    | 10    | 10    | 10    | 12    | 15    | 14    | 11    | 8     | 8      | 14     | 9      | 12    | 10    | 8     | 7    | 9    | 6    | 7   | 10  | 15  | 10  | 13  | 11   | 11*  | 11* | 12* | 14* | 14* | 12  | 12 | 12 | 11 | 12  | 10  | 8   | 7   | 8   | 11  | 10  | 11 | 12 |
| Norwich City   | 20 | 21  | 24  | 17   | 8     | 4     | 2     | 2     | 2     | 2     | 2     | 2     | 2     | 2*     | 3*     | 6*     | 7     | 5     | 5     | 4    | 5    | 4    | 5   | 5   | 7   | 11  | 7   | 5    | 7*   | 10* | 10* | 9*  | 9   | 7   | 6  | 7  | 7  | 7   | 7   | 7   | 8   | 10  | 10  | 11  | 12 | 13 |
| Bristol City   | 18 | 23  | 22  | 15   | 7     | 9     | 7     | 4     | 6     | 9     | 13    | 14    | 18    | 11     | 17     | 12     | 13    | 14    | 15    | 20   | 18   | 16   | 18  | 18  | 19  | 19  | 17  | 17   | 17*  | 17* | 13* | 16* | 15* | 13* | 13 | 13 | 13 | 14  | 14  | 13  | 13  | 14  | 14  | 14  | 15 | 14 |
| Hull City      | 2  | 5   | 2   | 2    | 6     | 3     | 11    | 12    | 17    | 20    | 20    | 17    | 20    | 20*    | 21*    | 19*    | 16*   | 18*   | 21*   | 19   | 20   | 21   | 21  | 21  | 18  | 16  | 16  | 16   | 15   | 12  | 11  | 13  | 13  | 16  | 14 | 15 | 15 | 15  | 17  | 17  | 16  | 15  | 16  | 15  | 14 | 15 |
| Stoke City     | 24 | 12  | 16  | 18   | 21    | 17    | 16    | 20    | 13    | 14    | 17    | 20    | 15    | 17*    | 13*    | 16*    | 17*   | 19*   | 17*   | 15   | 17   | 19   | 17  | 17  | 17  | 18  | 20  | 18   | 18*  | 19* | 19* | 19* | 17  | 17  | 16 | 14 | 14 | 13  | 13  | 14  | 15  | 16  | 17  | 16  | 16 | 16 |
| Birmingham     | 14 | 3   | 11  | 12   | 18    | 21    | 22    | 21    | 14    | 17    | 15    | 19    | 14    | 16*    | 12*    | 14*    | 15*   | 12*   | 13*   | 10   | 14   | 14   | 9   | 15  | 16  | 17  | 18  | 19   | 19*  | 18* | 17* | 18* | 19  | 19  | 19 | 18 | 18 | 17  | 16  | 16  | 17  | 17  | 15  | 17  | 17 | 17 |
| Huddersfield   | 19 | 24  | 14  | 21   | 22*   | 23*   | 23*   | 23*   | 23*   | 23*   | 23*   | 23*   | 23*   | 23**   | 23**   | 24**   | 24**  | 23**  | 24**  | 24*  | 24*  | 24*  | 24* | 24* | 22* | 23* | 22* | 22** | 22** | 22* | 23* | 23* | 22* | 22* | 23 | 23 | 23 | 22  | 22  | 20  | 19  | 19  | 20  | 21* | 18 | 18 |
| Rotherham      | 10 | 19* | 8*  | 10*  | 13*   | 5*    | 12*   | 13*   | 9*    | 8*    | 12*   | 13*   | 17*   | 18**   | 16**   | 11**   | 11*   | 13*   | 14*   | 14   | 16   | 18   | 19  | 19  | 21  | 21  | 19  | 20   | 20*  | 20* | 20* | 20* | 20  | 20  | 18 | 20 | 20 | 20* | 20* | 18* | 18* | 18* | 18* | 20  | 20 | 19 |
| QPR            | 21 | 8   | 10  | 16   | 17    | 11    | 9     | 9     | 8     | 6     | 5     | 4     | 3     | 3*     | 4*     | 1*     | 2*    | 3*    | 4*    | 6    | 6    | 9    | 6   | 7   | 13  | 12  | 12  | 13   | 14   | 14  | 16  | 17  | 18  | 18  | 20 | 19 | 19 | 19  | 19  | 21  | 20  | 20  | 21  | 19  | 19 | 20 |
| Cardiff City   | 6  | 9   | 5   | 6    | 9     | 14    | 17    | 22    | 15    | 18    | 18    | 15    | 10    | 12*    | 18*    | 18*    | 20*   | 17*   | 18*   | 18   | 19   | 20   | 20  | 20  | 20  | 20  | 21  | 21   | 21   | 21  | 21  | 21  | 21  | 21  | 21 | 21 | 21 | 21* | 21* | 19* | 21* | 21* | 19* | 18  | 21 | 21 |
| Reading        | 22 | 11  | 18  | 8    | 3     | 1     | 6     | 3     | 4     | 3     | 3     | 3     | 5     | 5*     | 6*     | 10*    | 8*    | 11*   | 11*   | 13   | 13   | 8    | 12  | 8   | 10  | 13  | 14  | 14   | 16*  | 16* | 18* | 15* | 16* | 14* | 15 | 16 | 16 | 18  | 18  | 22  | 22  | 22  | 22  | 22  | 22 | 22 |
| Blackpool      | 4  | 13  | 17  | 9    | 12    | 13    | 15    | 11    | 16    | 19    | 19    | 21    | 19    | 19*    | 19*    | 21*    | 18*   | 15*   | 16*   | 21   | 23   | 23   | 22  | 22  | 23  | 22  | 23  | 23*  | 23** | 23* | 24* | 24* | 23  | 23  | 22 | 22 | 22 | 23  | 23  | 23  | 23  | 23  | 23  | 23  | 23 | 23 |
| Wigan Athletic | 17 | 16  | 15  | 19*  | 15*   | 20*   | 18*   | 15*   | 11*   | 12*   | 10*   | 12*   | 16*   | 9*     | 15*    | 17*    | 19*   | 20*   | 22*   | 23   | 22   | 22   | 23  | 23  | 24  | 24  | 24  | 24   | 24*  | 24* | 22* | 22* | 24* | 24* | 24 | 24 | 24 | 24  | 24  | 24  | 24  | 24  | 24  | 24  | 24 | 24 |

(*) Indica la posición del equipo con un partido pendiente
(**) Indica la posición del equipo con dos partidos pendientes
(***) Indica la posición del equipo con tres partidos pendientes
(****) Indica la posición del equipo con cuatro partidos pendientes

### Resultados
- Los horarios corresponden al huso horario del Reino Unido (Hora de Europa Occidental): UTC+0 en horario estándar y UTC+1 en horario de verano. En ésta temporada entre las Jornadas 21 y 22 habrá un parón de un mes debido a la disputa de la Copa Mundial de Fútbol de 2022 en Catar.

#### Primera vuelta
| Huddersfield Town | 0 – 1 | Burnley              | Kirklees Stadium     | 29 de julio | 20:00 |
| Blackburn Rovers  | 1 – 0 | Queen's Park Rangers | Ewood Park           | 30 de julio | 15:00 |
| Blackpool         | 1 – 0 | Reading              | Bloomfield Road      | 30 de julio | 15:00 |
| Cardiff City      | 1 – 0 | Norwich City         | Cardiff City Stadium | 30 de julio | 15:00 |
| Hull City         | 2 – 1 | Bristol City         | KC Stadium           | 30 de julio | 15:00 |
| Luton Town        | 0 – 0 | Birmingham City      | Kenilworth Road      | 30 de julio | 15:00 |
| Millwall          | 2 – 0 | Stoke City           | The Den              | 30 de julio | 15:00 |
| Rotherham United  | 1 – 1 | Swansea City         | New York Stadium     | 30 de julio | 15:00 |
| Wigan Athletic    | 0 – 0 | Preston North End    | DW Stadium           | 30 de julio | 15:00 |
| Middlesbrough     | 1 – 1 | West Bromwich Albion | Riverside Stadium    | 30 de julio | 17:30 |
| Sunderland        | 1 – 1 | Coventry City        | Stadium of Light     | 31 de julio | 12:00 |
| Watford           | 1 – 0 | Sheffield United     | Vicarage Road        | 1 de agosto | 20:00 |

| Birmingham City      | 2 – 1 | Huddersfield Town | St Andrew's Stadium             | 5 de agosto   | 19:45 |
| Norwich City         | 1 – 1 | Wigan Athletic    | Carrow Road                     | 6 de agosto   | 12:30 |
| Bristol City         | 2 – 3 | Sunderland        | Ashton Gate Stadium             | 6 de agosto   | 15:00 |
| Burnley              | 1 – 1 | Luton Town        | Turf Moor                       | 6 de agosto   | 15:00 |
| Preston North End    | 0 – 0 | Hull City         | Deepdale                        | 6 de agosto   | 15:00 |
| Queen's Park Rangers | 3 – 2 | Middlesbrough     | Kiyan Prince Fundation Stadium  | 6 de agosto   | 15:00 |
| Reading              | 2 – 1 | Cardiff City      | Madejski Stadium                | 6 de agosto   | 15:00 |
| Sheffield United     | 2 – 0 | Millwall          | Bramall Lane                    | 6 de agosto   | 15:00 |
| Stoke City           | 2 – 0 | Blackpool         | Bet365 Stadium                  | 6 de agosto   | 15:00 |
| Swansea City         | 0 – 3 | Blackburn Rovers  | Liberty Stadium                 | 6 de agosto   | 15:00 |
| West Bromwich Albion | 1 – 1 | Watford           | The Hawthorns                   | 8 de agosto   | 20:00 |
| Coventry City        | 2 – 2 | Rotherham United  | Coventry Building Society Arena | 25 de octubre | 19:45 |

| Watford           | 1 – 0 | Burnley              | Vicarage Road        | 12 de agosto | 20:00 |
| Cardiff City      | 1 – 0 | Birmingham City      | Cardiff City Stadium | 13 de agosto | 12:30 |
| Blackpool         | 0 – 1 | Swansea City         | Bloomfield Road      | 13 de agosto | 15:00 |
| Huddersfield Town | 3 – 1 | Stoke City           | Kirklees Stadium     | 13 de agosto | 15:00 |
| Hull City         | 2 – 1 | Norwich City         | KC Stadium           | 13 de agosto | 15:00 |
| Luton Town        | 0 – 1 | Preston North End    | Kenilworth Road      | 13 de agosto | 15:00 |
| Millwall          | 3 – 2 | Coventry City        | The Den              | 13 de agosto | 15:00 |
| Rotherham United  | 4 – 0 | Reading              | New York Stadium     | 13 de agosto | 15:00 |
| Sunderland        | 2 – 2 | Queen's Park Rangers | Stadium of Light     | 13 de agosto | 15:00 |
| Wigan Athletic    | 1 – 1 | Bristol City         | DW Stadium           | 13 de agosto | 15:00 |
| Middlesbrough     | 2 – 2 | Sheffield United     | Riverside Stadium    | 14 de agosto | 14:00 |
| Blackburn Rovers  | 2 – 1 | West Bromwich Albion | Ewood Park           | 14 de agosto | 15:00 |

| Birmingham City      | 1 – 1 | Watford           | St Andrew's Stadium             | 16 de agosto   | 19:45 |
| Bristol City         | 2 – 0 | Luton Town        | Ashton Gate Stadium             | 16 de agosto   | 19:45 |
| Burnley              | 1 – 1 | Hull City         | Turf Moor                       | 16 de agosto   | 19:45 |
| Norwich City         | 2 – 1 | Huddersfield Town | Carrow Road                     | 16 de agosto   | 19:45 |
| Preston North End    | 0 – 0 | Rotherham United  | Deepdale                        | 16 de agosto   | 19:45 |
| Swansea City         | 2 – 2 | Millwall          | Liberty Stadium                 | 16 de agosto   | 19:45 |
| Queen's Park Rangers | 0 – 1 | Blackpool         | Kiyan Prince Fundation Stadium  | 16 de agosto   | 20:00 |
| Stoke City           | 2 – 2 | Middlesbrough     | Bet365 Stadium                  | 17 de agosto   | 19:45 |
| Reading              | 3 – 0 | Blackburn Rovers  | Madejski Stadium                | 17 de agosto   | 20:00 |
| Sheffield United     | 2 – 1 | Sunderland        | Bramall Lane                    | 17 de agosto   | 20:00 |
| West Bromwich Albion | 0 – 0 | Cardiff City      | The Hawthorns                   | 17 de agosto   | 20:00 |
| Coventry City        | 2 – 0 | Wigan Athletic    | Coventry Building Society Arena | 8 de noviembre | 19:45 |

| Norwich City         | 2 – 0 | Millwall          | Carrow Road                     | 19 de agosto | 20:00 |
| Birmingham City      | 0 – 1 | Wigan Athletic    | St Andrew's Stadium             | 20 de agosto | 15:00 |
| Burnley              | 3 – 3 | Blackpool         | Turf Moor                       | 20 de agosto | 15:00 |
| Preston North End    | 0 – 0 | Watford           | Deepdale                        | 20 de agosto | 15:00 |
| Queen's Park Rangers | 1 – 1 | Rotherham United  | Kiyan Prince Fundation Stadium  | 20 de agosto | 15:00 |
| Reading              | 1 – 0 | Middlesbrough     | Madejski Stadium                | 20 de agosto | 15:00 |
| Sheffield United     | 3 – 0 | Blackburn Rovers  | Bramall Lane                    | 20 de agosto | 15:00 |
| Stoke City           | 0 – 1 | Sunderland        | Bet365 Stadium                  | 20 de agosto | 15:00 |
| Swansea City         | 0 – 2 | Luton Town        | Liberty Stadium                 | 20 de agosto | 15:00 |
| West Bromwich Albion | 5 – 2 | Hull City         | The Hawthorns                   | 20 de agosto | 15:00 |
| Bristol City         | 2 – 0 | Cardiff City      | Ashton Gate Stadium             | 21 de agosto | 12:00 |
| Coventry City        | 2 – 0 | Huddersfield Town | Coventry Building Society Arena | 28 de enero  | 19:45 |

| Luton Town        | 1 – 1 | Sheffield United     | Kenilworth Road      | 26 de agosto | 20:00 |
| Sunderland        | 0 – 1 | Norwich City         | Stadium of Light     | 27 de agosto | 12:30 |
| Blackburn Rovers  | 0 – 1 | Stoke City           | Ewood Park           | 27 de agosto | 15:00 |
| Blackpool         | 3 – 3 | Bristol City         | Bloomfield Road      | 27 de agosto | 15:00 |
| Cardiff City      | 0 – 0 | Preston North End    | Cardiff City Stadium | 27 de agosto | 15:00 |
| Huddersfield Town | 2 – 2 | West Bromwich Albion | Kirklees Stadium     | 27 de agosto | 15:00 |
| Hull City         | 3 – 2 | Coventry City        | KC Stadium           | 27 de agosto | 15:00 |
| Middlesbrough     | 2 – 1 | Swansea City         | Riverside Stadium    | 27 de agosto | 15:00 |
| Millwall          | 0 – 1 | Reading              | The Den              | 27 de agosto | 15:00 |
| Rotherham United  | 2 – 0 | Birmingham City      | New York Stadium     | 27 de agosto | 15:00 |
| Watford           | 2 – 3 | Queen's Park Rangers | Vicarage Road        | 27 de agosto | 15:00 |
| Wigan Athletic    | 1 – 5 | Burnley              | DW Stadium           | 27 de agosto | 15:00 |

| Birmingham City      | 1 – 2 | Norwich City         | St Andrew's Stadium             | 30 de agosto | 19:45 |
| Burnley              | 2 – 0 | Millwall             | Turf Moor                       | 30 de agosto | 19:45 |
| Cardiff City         | 1 – 2 | Luton Town           | Cardiff City Stadium            | 30 de agosto | 19:45 |
| Queen's Park Rangers | 3 – 1 | Hull City            | Kiyan Prince Fundation Stadium  | 30 de agosto | 19:45 |
| Sheffield United     | 4 – 0 | Reading              | Bramall Lane                    | 30 de agosto | 19:45 |
| Wigan Athletic       | 1 – 1 | West Bromwich Albion | DW Stadium                      | 30 de agosto | 19:45 |
| Watford              | 2 – 1 | Middlesbrough        | Vicarage Road                   | 30 de agosto | 20:00 |
| Bristol City         | 2 – 0 | Huddersfield Town    | Ashton Gate Stadium             | 31 de agosto | 19:45 |
| Coventry City        | 0 – 1 | Preston North End    | Coventry Building Society Arena | 31 de agosto | 19:45 |
| Stoke City           | 1 – 1 | Swansea City         | Bet365 Stadium                  | 31 de agosto | 19:45 |
| Sunderland           | 3 – 0 | Rotherham United     | Stadium of Light                | 31 de agosto | 19:45 |
| Blackpool            | 0 – 1 | Blackburn Rovers     | Bloomfield Road                 | 31 de agosto | 20:00 |

| West Bromwich Albion | 1 – 1 | Burnley              | The Hawthorns     | 2 de septiembre | 20:00 |
| Blackburn Rovers     | 2 – 3 | Bristol City         | Ewood Park        | 3 de septiembre | 15:00 |
| Luton Town           | 1 – 2 | Wigan Athletic       | Kenilworth Road   | 3 de septiembre | 15:00 |
| Millwall             | 2 – 0 | Cardiff City         | The Den           | 3 de septiembre | 15:00 |
| Norwich City         | 3 – 0 | Coventry City        | Carrow Road       | 3 de septiembre | 15:00 |
| Preston North End    | 0 – 1 | Birmingham City      | Deepdale          | 3 de septiembre | 15:00 |
| Rotherham United     | 1 – 1 | Watford              | New York Stadium  | 3 de septiembre | 15:00 |
| Swansea City         | 1 – 0 | Queen's Park Rangers | Liberty Stadium   | 3 de septiembre | 15:00 |
| Reading              | 2 – 1 | Stoke City           | Madejski Stadium  | 4 de septiembre | 12:00 |
| Huddersfield Town    | 0 – 1 | Blackpool            | Kirklees Stadium  | 4 de septiembre | 15:00 |
| Hull City            | 0 – 2 | Sheffield United     | KC Stadium        | 4 de septiembre | 15:00 |
| Middlesbrough        | 1 – 0 | Sunderland           | Riverside Stadium | 5 de septiembre | 20:00 |

| Wigan Athletic       | 1 – 0 | Blackburn Rovers     | DW Stadium                      | 11 de octubre   | 19:45 |
| Bristol City         | 2 – 1 | Preston North End    | Ashton Gate Stadium             | 12 de octubre   | 19:45 |
| Burnley              | 1 – 0 | Norwich City         | Turf Moor                       | 25 de octubre   | 20:00 |
| Birmingham City      | 2 – 2 | Swansea City         | St Andrew's Stadium             | 8 de noviembre  | 19:45 |
| Blackpool            | 0 – 3 | Middlesbrough        | Bloomfield Road                 | 8 de noviembre  | 19:45 |
| Cardiff City         | 2 – 3 | Hull City            | Cardiff City Stadium            | 8 de noviembre  | 19:45 |
| Queen's Park Rangers | 1 – 2 | Huddersfield Town    | Kiyan Prince Fundation Stadium  | 8 de noviembre  | 19:45 |
| Sheffield United     | 0 – 1 | Rotherham United     | Bramall Lane                    | 8 de noviembre  | 19:45 |
| Stoke City           | 2 – 0 | Luton Town           | Bet365 Stadium                  | 8 de noviembre  | 19:45 |
| Watford              | 2 – 0 | Reading              | Vicarage Road                   | 8 de noviembre  | 20:00 |
| Sunderland           | 3 – 0 | Millwall             | Stadium of Light                | 3 de diciembre  | 12:30 |
| Coventry City        | 1 – 0 | West Bromwich Albion | Coventry Building Society Arena | 21 de diciembre | 19:45 |

| Blackburn Rovers     | 2 – 0 | Watford              | Ewood Park        | 13 de septiembre | 19:45 |
| Huddersfield Town    | 1 – 2 | Wigan Athletic       | Kirklees Stadium  | 13 de septiembre | 19:45 |
| Hull City            | 0 – 3 | Stoke City           | KC Stadium        | 13 de septiembre | 19:45 |
| Middlesbrough        | 2 – 3 | Cardiff City         | Riverside Stadium | 13 de septiembre | 19:45 |
| Swansea City         | 0 – 1 | Sheffield United     | Liberty Stadium   | 13 de septiembre | 19:45 |
| Preston North End    | 1 – 1 | Burnley              | Deepdale          | 13 de septiembre | 20:00 |
| Luton Town           | 2 – 2 | Coventry City        | Kenilworth Road   | 14 de septiembre | 19:45 |
| Millwall             | 0 – 2 | Queen's Park Rangers | The Den           | 14 de septiembre | 19:45 |
| Norwich City         | 3 – 2 | Bristol City         | Carrow Road       | 14 de septiembre | 19:45 |
| Rotherham United     | 3 – 0 | Blackpool            | New York Stadium  | 14 de septiembre | 19:45 |
| Reading              | 0 – 3 | Sunderland           | Madejski Stadium  | 14 de septiembre | 20:00 |
| West Bromwich Albion | 2 – 3 | Birmingham City      | The Hawthorns     | 14 de septiembre | 20:00 |

| Swansea City         | 3 – 0 | Hull City            | Liberty Stadium                | 17 de septiembre | 12:30 |
| Birmingham City      | 0 – 0 | Coventry City        | St Andrew's Stadium            | 17 de septiembre | 15:00 |
| Burnley              | 2 – 1 | Bristol City         | Turf Moor                      | 17 de septiembre | 15:00 |
| Huddersfield Town    | 1 – 0 | Cardiff City         | Kirklees Stadium               | 17 de septiembre | 15:00 |
| Luton Town           | 2 – 0 | Blackburn Rovers     | Kenilworth Road                | 17 de septiembre | 15:00 |
| Millwall             | 2 – 1 | Blackpool            | The Den                        | 17 de septiembre | 15:00 |
| Norwich City         | 1 – 1 | West Bromwich Albion | Carrow Road                    | 17 de septiembre | 15:00 |
| Preston North End    | 0 – 2 | Sheffield United     | Deepdale                       | 17 de septiembre | 15:00 |
| Queen's Park Rangers | 0 – 0 | Stoke City           | Kiyan Prince Fundation Stadium | 17 de septiembre | 15:00 |
| Watford              | 2 – 2 | Sunderland           | Vicarage Road                  | 17 de septiembre | 15:00 |
| Wigan Athletic       | 0 – 1 | Reading              | DW Stadium                     | 17 de septiembre | 15:00 |
| Middlesbrough        | 0 – 0 | Rotherham United     | Riverside Stadium              | 17 de septiembre | 19:45 |

| Hull City            | 0 – 2 | Luton Town           | KC Stadium                      | 30 de septiembre | 20:00 |
| Blackburn Rovers     | 2 – 1 | Millwall             | Ewood Park                      | 1 de octubre     | 15:00 |
| Blackpool            | 0 – 1 | Norwich City         | Bloomfield Road                 | 1 de octubre     | 15:00 |
| Bristol City         | 1 – 2 | Queen's Park Rangers | Ashton Gate Stadium             | 1 de octubre     | 15:00 |
| Cardiff City         | 1 – 1 | Burnley              | Cardiff City Stadium            | 1 de octubre     | 15:00 |
| Coventry City        | 1 – 0 | Middlesbrough        | Coventry Building Society Arena | 1 de octubre     | 15:00 |
| Reading              | 3 – 1 | Huddersfield Town    | Madejski Stadium                | 1 de octubre     | 15:00 |
| Rotherham United     | 0 – 2 | Wigan Athletic       | New York Stadium                | 1 de octubre     | 15:00 |
| Sheffield United     | 1 – 1 | Birmingham City      | Bramall Lane                    | 1 de octubre     | 15:00 |
| Sunderland           | 0 – 0 | Preston North End    | Stadium of Light                | 1 de octubre     | 15:00 |
| West Bromwich Albion | 2 – 3 | Swansea City         | The Hawthorns                   | 1 de octubre     | 15:00 |
| Stoke City           | 0 – 4 | Watford              | Bet365 Stadium                  | 2 de octubre     | 12:00 |

| Bristol City      | 0 – 0 | Coventry City        | Ashton Gate Stadium  | 4 de octubre | 19:45 |
| Luton Town        | 3 – 3 | Huddersfield Town    | Kenilworth Road      | 4 de octubre | 19:45 |
| Sheffield United  | 0 – 1 | Queen's Park Rangers | Bramall Lane         | 4 de octubre | 19:45 |
| Sunderland        | 0 – 0 | Blackpool            | Stadium of Light     | 4 de octubre | 19:45 |
| Cardiff City      | 1 – 0 | Blackburn Rovers     | Cardiff City Stadium | 4 de octubre | 20:00 |
| Reading           | 1 – 1 | Norwich City         | Madejski Stadium     | 4 de octubre | 20:00 |
| Burnley           | 1 – 1 | Stoke City           | Turf Moor            | 5 de octubre | 19:45 |
| Hull City         | 2 – 1 | Wigan Athletic       | KC Stadium           | 5 de octubre | 19:45 |
| Middlesbrough     | 1 – 0 | Birmingham City      | Riverside Stadium    | 5 de octubre | 19:45 |
| Rotherham United  | 1 – 1 | Millwall             | New York Stadium     | 5 de octubre | 19:45 |
| Watford           | 1 – 2 | Swansea City         | Vicarage Road        | 5 de octubre | 19:45 |
| Preston North End | 1 – 0 | West Bromwich Albion | Deepdale             | 5 de octubre | 20:00 |

| Queen's Park Rangers | 2 – 1 | Reading           | Kiyan Prince Fundation Stadium  | 7 de octubre | 20:00 |
| Birmingham City      | 3 – 0 | Bristol City      | St Andrew's Stadium             | 8 de octubre | 15:00 |
| Blackburn Rovers     | 3 – 0 | Rotherham United  | Ewood Park                      | 8 de octubre | 15:00 |
| Blackpool            | 3 – 1 | Watford           | Bloomfield Road                 | 8 de octubre | 15:00 |
| Coventry City        | 0 – 1 | Burnley           | Coventry Building Society Arena | 8 de octubre | 15:00 |
| Millwall             | 2 – 0 | Middlesbrough     | The Den                         | 8 de octubre | 15:00 |
| Norwich City         | 2 – 3 | Preston North End | Carrow Road                     | 8 de octubre | 15:00 |
| Stoke City           | 3 – 1 | Sheffield United  | Bet365 Stadium                  | 8 de octubre | 15:00 |
| Swansea City         | 2 – 1 | Sunderland        | Liberty Stadium                 | 8 de octubre | 15:00 |
| West Bromwich Albion | 0 – 0 | Luton Town        | The Hawthorns                   | 8 de octubre | 15:00 |
| Wigan Athletic       | 1 – 3 | Cardiff City      | DW Stadium                      | 8 de octubre | 15:00 |
| Huddersfield Town    | 2 – 0 | Hull City         | Kirklees Stadium                | 9 de octubre | 12:00 |

| Luton Town        | 3 – 1 | Queen's Park Rangers | Kenilworth Road      | 15 de octubre | 12:30 |
| Rotherham United  | 2 – 1 | Huddersfield Town    | New York Stadium     | 15 de octubre | 12:30 |
| Bristol City      | 1 – 2 | Millwall             | Ashton Gate Stadium  | 15 de octubre | 15:00 |
| Burnley           | 4 – 0 | Swansea City         | Turf Moor            | 15 de octubre | 15:00 |
| Cardiff City      | 0 – 1 | Coventry City        | Cardiff City Stadium | 15 de octubre | 15:00 |
| Middlesbrough     | 1 – 2 | Blackburn Rovers     | Riverside Stadium    | 15 de octubre | 15:00 |
| Preston North End | 0 – 2 | Stoke City           | Deepdale             | 15 de octubre | 15:00 |
| Reading           | 0 – 2 | West Bromwich Albion | Madejski Stadium     | 15 de octubre | 15:00 |
| Sheffield United  | 3 – 3 | Blackpool            | Bramall Lane         | 15 de octubre | 15:00 |
| Sunderland        | 2 – 1 | Wigan Athletic       | Stadium of Light     | 15 de octubre | 15:00 |
| Watford           | 2 – 1 | Norwich City         | Vicarage Road        | 15 de octubre | 15:00 |
| Hull City         | 0 – 2 | Birmingham City      | KC Stadium           | 16 de octubre | 15:00 |

| Huddersfield Town    | 0 – 1 | Preston North End | Kirklees Stadium                | 18 de octubre | 19:45 |
| Norwich City         | 0 – 1 | Luton Town        | Carrow Road                     | 18 de octubre | 19:45 |
| Swansea City         | 3 – 2 | Reading           | Liberty Stadium                 | 18 de octubre | 19:45 |
| Blackburn Rovers     | 2 – 0 | Sunderland        | Ewood Park                      | 18 de octubre | 20:00 |
| Stoke City           | 0 – 1 | Rotherham United  | Bet365 Stadium                  | 18 de octubre | 20:00 |
| West Bromwich Albion | 0 – 2 | Bristol City      | The Hawthorns                   | 18 de octubre | 20:00 |
| Birmingham City      | 1 – 1 | Burnley           | St Andrew's Stadium             | 19 de octubre | 19:45 |
| Blackpool            | 1 – 3 | Hull City         | Bloomfield Road                 | 19 de octubre | 19:45 |
| Coventry City        | 1 – 0 | Sheffield United  | Coventry Building Society Arena | 19 de octubre | 19:45 |
| Queen's Park Rangers | 3 – 0 | Cardiff City      | Kiyan Prince Fundation Stadium  | 19 de octubre | 19:45 |
| Wigan Athletic       | 1 – 4 | Middlesbrough     | DW Stadium                      | 19 de octubre | 19:45 |
| Millwall             | 3 – 0 | Watford           | The Den                         | 19 de octubre | 20:00 |

| Blackpool            | 4 – 2 | Preston North End    | Bloomfield Road                | 22 de octubre | 12:30 |
| Blackburn Rovers     | 2 – 1 | Birmingham City      | Ewood Park                     | 22 de octubre | 15:00 |
| Middlesbrough        | 0 – 0 | Huddersfield Town    | Riverside Stadium              | 22 de octubre | 15:00 |
| Millwall             | 2 – 1 | West Bromwich Albion | The Den                        | 22 de octubre | 15:00 |
| Queen's Park Rangers | 2 – 1 | Wigan Athletic       | Kiyan Prince Fundation Stadium | 22 de octubre | 15:00 |
| Reading              | 2 – 0 | Bristol City         | Madejski Stadium               | 22 de octubre | 15:00 |
| Rotherham United     | 2 – 4 | Hull City            | New York Stadium               | 22 de octubre | 15:00 |
| Sheffield United     | 2 – 2 | Norwich City         | Bramall Lane                   | 22 de octubre | 15:00 |
| Stoke City           | 0 – 2 | Coventry City        | Bet365 Stadium                 | 22 de octubre | 15:00 |
| Sunderland           | 2 – 4 | Burnley              | Stadium of Light               | 22 de octubre | 15:00 |
| Swansea City         | 2 – 0 | Cardiff City         | Liberty Stadium                | 23 de octubre | 12:00 |
| Watford              | 4 – 0 | Luton Town           | Vicarage Road                  | 23 de octubre | 12:00 |

| Birmingham City      | 2 – 0 | Queen's Park Rangers | St Andrew's Stadium             | 28 de octubre | 20:00 |
| Bristol City         | 1 – 1 | Swansea City         | Ashton Gate Stadium             | 29 de octubre | 12:00 |
| West Bromwich Albion | 0 – 2 | Sheffield United     | The Hawthorns                   | 29 de octubre | 12:30 |
| Burnley              | 2 – 1 | Reading              | Turf Moor                       | 29 de octubre | 15:00 |
| Cardiff City         | 1 – 0 | Rotherham United     | Cardiff City Stadium            | 29 de octubre | 15:00 |
| Coventry City        | 1 – 2 | Blackpool            | Coventry Building Society Arena | 29 de octubre | 15:00 |
| Huddersfield Town    | 1 – 0 | Millwall             | Kirklees Stadium                | 29 de octubre | 15:00 |
| Hull City            | 0 – 1 | Blackburn Rovers     | KC Stadium                      | 29 de octubre | 15:00 |
| Luton Town           | 1 – 1 | Sunderland           | Kenilworth Road                 | 29 de octubre | 15:00 |
| Norwich City         | 3 – 1 | Stoke City           | Carrow Road                     | 29 de octubre | 15:00 |
| Preston North End    | 2 – 1 | Middlesbrough        | Deepdale                        | 29 de octubre | 15:00 |
| Wigan Athletic       | 0 – 1 | Watford              | DW Stadium                      | 29 de octubre | 15:00 |

| Coventry City        | 1 – 0 | Blackburn Rovers     | Coventry Building Society Arena | 1 de noviembre | 19:45 |
| Hull City            | 1 – 3 | Middlesbrough        | KC Stadium                      | 1 de noviembre | 19:45 |
| Luton Town           | 0 – 0 | Reading              | Kenilworth Road                 | 1 de noviembre | 19:45 |
| Preston North End    | 1 – 0 | Swansea City         | Deepdale                        | 1 de noviembre | 19:45 |
| Bristol City         | 0 – 1 | Sheffield United     | Ashton Gate Stadium             | 1 de noviembre | 20:00 |
| West Bromwich Albion | 1 – 0 | Blackpool            | The Hawthorns                   | 1 de noviembre | 20:00 |
| Birmingham City      | 0 – 0 | Millwall             | St Andrew's Stadium             | 2 de noviembre | 19:45 |
| Burnley              | 3 – 2 | Rotherham United     | Turf Moor                       | 2 de noviembre | 19:45 |
| Cardiff City         | 1 – 2 | Watford              | Cardiff City Stadium            | 2 de noviembre | 19:45 |
| Huddersfield Town    | 0 – 2 | Sunderland           | Kirklees Stadium                | 2 de noviembre | 19:45 |
| Norwich City         | 0 – 0 | Queen's Park Rangers | Carrow Road                     | 2 de noviembre | 19:45 |
| Wigan Athletic       | 0 – 1 | Stoke City           | DW Stadium                      | 2 de noviembre | 19:45 |

| Reading              | 1 – 2 | Preston North End    | Madejski Stadium               | 4 de noviembre | 20:00 |
| Sheffield United     | 5 – 2 | Burnley              | Bramall Lane                   | 5 de noviembre | 12:30 |
| Blackburn Rovers     | 1 – 0 | Huddersfield Town    | Ewood Park                     | 5 de noviembre | 15:00 |
| Blackpool            | 0 – 1 | Luton Town           | Bloomfield Road                | 5 de noviembre | 15:00 |
| Middlesbrough        | 1 – 1 | Bristol City         | Riverside Stadium              | 5 de noviembre | 15:00 |
| Millwall             | 0 – 0 | Hull City            | The Den                        | 5 de noviembre | 15:00 |
| Queen's Park Rangers | 0 – 1 | West Bromwich Albion | Kiyan Prince Fundation Stadium | 5 de noviembre | 15:00 |
| Rotherham United     | 1 – 2 | Norwich City         | New York Stadium               | 5 de noviembre | 15:00 |
| Stoke City           | 1 – 2 | Birmingham City      | Bet365 Stadium                 | 5 de noviembre | 15:00 |
| Sunderland           | 0 – 1 | Cardiff City         | Stadium of Light               | 5 de noviembre | 15:00 |
| Swansea City         | 2 – 2 | Wigan Athletic       | Liberty Stadium                | 5 de noviembre | 15:00 |
| Watford              | 0 – 1 | Coventry City        | Vicarage Road                  | 5 de noviembre | 15:00 |

| Birmingham City      | 1 – 2 | Sunderland           | St Andrew's Stadium             | 11 de noviembre | 20:00 |
| Bristol City         | 0 – 0 | Watford              | Ashton Gate Stadium             | 12 de noviembre | 15:00 |
| Cardiff City         | 0 – 1 | Sheffield United     | Cardiff City Stadium            | 12 de noviembre | 15:00 |
| Coventry City        | 2 – 0 | Queen's Park Rangers | Coventry Building Society Arena | 12 de noviembre | 15:00 |
| Huddersfield Town    | 0 – 0 | Swansea City         | Kirklees Stadium                | 12 de noviembre | 15:00 |
| Hull City            | 1 – 2 | Reading              | KC Stadium                      | 12 de noviembre | 15:00 |
| Luton Town           | 1 – 1 | Rotherham United     | Kenilworth Road                 | 12 de noviembre | 15:00 |
| Norwich City         | 1 – 2 | Middlesbrough        | Carrow Road                     | 12 de noviembre | 15:00 |
| Preston North End    | 2 – 4 | Millwall             | Deepdale                        | 12 de noviembre | 15:00 |
| West Bromwich Albion | 2 – 0 | Stoke City           | The Hawthorns                   | 12 de noviembre | 15:00 |
| Wigan Athletic       | 2 – 1 | Blackpool            | DW Stadium                      | 12 de noviembre | 15:00 |
| Burnley              | 3 – 0 | Blackburn Rovers     | Turf Moor                       | 13 de noviembre | 12:30 |

| Blackburn Rovers     | 1 – 4 | Preston North End    | Ewood Park                     | 10 de diciembre | 12:00 |
| Rotherham United     | 1 – 3 | Bristol City         | New York Stadium               | 10 de diciembre | 12:30 |
| Reading              | 1 – 0 | Coventry City        | Madejski Stadium               | 10 de diciembre | 14:00 |
| Blackpool            | 0 – 0 | Birmingham City      | Bloomfield Road                | 10 de diciembre | 15:00 |
| Middlesbrough        | 2 – 1 | Luton Town           | Riverside Stadium              | 10 de diciembre | 15:00 |
| Millwall             | 1 – 1 | Wigan Athletic       | The Den                        | 10 de diciembre | 15:00 |
| Sheffield United     | 1 – 0 | Huddersfield Town    | Bramall Lane                   | 10 de diciembre | 15:00 |
| Stoke City           | 2 – 2 | Cardiff City         | Bet365 Stadium                 | 10 de diciembre | 15:00 |
| Swansea City         | 0 – 1 | Norwich City         | Liberty Stadium                | 10 de diciembre | 15:00 |
| Queen's Park Rangers | 0 – 3 | Burnley              | Kiyan Prince Fundation Stadium | 11 de diciembre | 13:00 |
| Watford              | 0 – 0 | Hull City            | Vicarage Road                  | 11 de diciembre | 15:00 |
| Sunderland           | 1 – 2 | West Bromwich Albion | Stadium of Light               | 12 de diciembre | 20:00 |

| Birmingham City      | 3 – 2 | Reading              | St Andrew's Stadium             | 16 de diciembre | 20:00 |
| Bristol City         | 1 – 2 | Stoke City           | Ashton Gate Stadium             | 17 de diciembre | 15:00 |
| Burnley              | 3 – 1 | Middlesbrough        | Turf Moor                       | 17 de diciembre | 15:00 |
| Cardiff City         | 1 – 1 | Blackpool            | Cardiff City Stadium            | 17 de diciembre | 15:00 |
| Coventry City        | 3 – 3 | Swansea City         | Coventry Building Society Arena | 17 de diciembre | 15:00 |
| Huddersfield Town    | 0 – 2 | Watford              | Kirklees Stadium                | 17 de diciembre | 15:00 |
| Hull City            | 1 – 1 | Sunderland           | KC Stadium                      | 17 de diciembre | 15:00 |
| Preston North End    | 0 – 1 | Queen's Park Rangers | Deepdale                        | 17 de diciembre | 15:00 |
| West Bromwich Albion | 3 – 0 | Rotherham United     | The Hawthorns                   | 17 de diciembre | 15:00 |
| Norwich City         | 0 – 2 | Blackburn Rovers     | Carrow Road                     | 17 de diciembre | 17:30 |
| Wigan Athletic       | 1 – 2 | Sheffield United     | DW Stadium                      | 19 de diciembre | 20:00 |
| Luton Town           | 2 – 2 | Millwall             | Kenilworth Road                 | 28 de febrero   | 20:00 |

#### Segunda vuelta
| Watford           | 0 – 2 | Millwall             | Vicarage Road        | 26 de diciembre | 12:00 |
| Sunderland        | 2 – 1 | Blackburn Rovers     | Stadium of Light     | 26 de diciembre | 12:30 |
| Bristol City      | 0 – 2 | West Bromwich Albion | Ashton Gate Stadium  | 26 de diciembre | 15:00 |
| Hull City         | 1 – 1 | Blackpool            | KC Stadium           | 26 de diciembre | 15:00 |
| Middlesbrough     | 4 – 1 | Wigan Athletic       | Riverside Stadium    | 26 de diciembre | 15:00 |
| Preston North End | 1 – 2 | Huddersfield Town    | Deepdale             | 26 de diciembre | 15:00 |
| Rotherham United  | 2 – 2 | Stoke City           | New York Stadium     | 26 de diciembre | 15:00 |
| Sheffield United  | 3 – 1 | Coventry City        | Bramall Lane         | 26 de diciembre | 15:00 |
| Cardiff City      | 0 – 0 | Queen's Park Rangers | Cardiff City Stadium | 26 de diciembre | 17:15 |
| Luton Town        | 2 – 1 | Norwich City         | Kenilworth Road      | 26 de diciembre | 19:45 |
| Reading           | 2 – 1 | Swansea City         | Madejski Stadium     | 27 de diciembre | 17:15 |
| Burnley           | 3 – 0 | Birmingham City      | Turf Moor            | 27 de diciembre | 20:00 |

| Queen's Park Rangers | 0 – 3 | Luton Town        | Kiyan Prince Fundation Stadium  | 29 de diciembre | 18:00 |
| Blackburn Rovers     | 1 – 2 | Middlesbrough     | Ewood Park                      | 29 de diciembre | 19:45 |
| Coventry City        | 0 – 0 | Cardiff City      | Coventry Building Society Arena | 29 de diciembre | 19:45 |
| Huddersfield Town    | 2 – 0 | Rotherham United  | Kirklees Stadium                | 29 de diciembre | 19:45 |
| Millwall             | 0 – 0 | Bristol City      | The Den                         | 29 de diciembre | 19:45 |
| Wigan Athletic       | 1 – 4 | Sunderland        | DW Stadium                      | 29 de diciembre | 19:45 |
| West Bromwich Albion | 2 – 0 | Preston North End | The Hawthorns                   | 29 de diciembre | 20:00 |
| Blackpool            | 1 – 2 | Sheffield United  | Bloomfield Road                 | 29 de diciembre | 20:15 |
| Birmingham City      | 0 – 1 | Hull City         | St Andrew's Stadium             | 30 de diciembre | 19:45 |
| Norwich City         | 1 – 1 | Reading           | Carrow Road                     | 30 de diciembre | 19:45 |
| Stoke City           | 0 – 1 | Burnley           | Bet365 Stadium                  | 30 de diciembre | 19:45 |
| Swansea City         | 4 – 0 | Watford           | Liberty Stadium                 | 30 de diciembre | 19:45 |

| Blackburn Rovers     | 1 – 0 | Cardiff City      | Ewood Park                      | 1 de enero | 12:00 |
| Blackpool            | 1 – 1 | Sunderland        | Bloomfield Road                 | 1 de enero | 15:00 |
| Coventry City        | 1 – 1 | Bristol City      | Coventry Building Society Arena | 1 de enero | 15:00 |
| Huddersfield Town    | 1 – 2 | Luton Town        | Kirklees Stadium                | 1 de enero | 15:00 |
| Millwall             | 3 – 0 | Rotherham United  | The Den                         | 1 de enero | 15:00 |
| Birmingham City      | 1 – 3 | Middlesbrough     | St Andrew's Stadium             | 2 de enero | 15:00 |
| Norwich City         | 0 – 1 | Watford           | Carrow Road                     | 2 de enero | 15:00 |
| Stoke City           | 0 – 1 | Preston North End | Bet365 Stadium                  | 2 de enero | 15:00 |
| Swansea City         | 1 – 2 | Burnley           | Liberty Stadium                 | 2 de enero | 15:00 |
| West Bromwich Albion | 1 – 0 | Reading           | The Hawthorns                   | 2 de enero | 15:00 |
| Wigan Athletic       | 1 – 4 | Hull City         | DW Stadium                      | 2 de enero | 15:00 |
| Queen's Park Rangers | 1 – 1 | Sheffield United  | Kiyan Prince Fundation Stadium  | 2 de enero | 20:00 |

| Rotherham United  | 4 – 0 | Blackburn Rovers     | New York Stadium     | 14 de enero | 12:30 |
| Bristol City      | 4 – 2 | Birmingham City      | Ashton Gate Stadium  | 14 de enero | 15:00 |
| Burnley           | 1 – 0 | Coventry City        | Turf Moor            | 14 de enero | 15:00 |
| Cardiff City      | 1 – 1 | Wigan Athletic       | Cardiff City Stadium | 14 de enero | 15:00 |
| Hull City         | 1 – 1 | Huddersfield Town    | KC Stadium           | 14 de enero | 15:00 |
| Luton Town        | 2 – 3 | West Bromwich Albion | Kenilworth Road      | 14 de enero | 15:00 |
| Middlesbrough     | 1 – 0 | Millwall             | Riverside Stadium    | 14 de enero | 15:00 |
| Preston North End | 0 – 4 | Norwich City         | Deepdale             | 14 de enero | 15:00 |
| Reading           | 2 – 2 | Queen's Park Rangers | Madejski Stadium     | 14 de enero | 15:00 |
| Sheffield United  | 3 – 1 | Stoke City           | Bramall Lane         | 14 de enero | 15:00 |
| Sunderland        | 1 – 3 | Swansea City         | Stadium of Light     | 14 de enero | 15:00 |
| Watford           | 2 – 0 | Blackpool            | Vicarage Road        | 14 de enero | 15:00 |

| Sheffield United     | 1 – 0 | Hull City            | Bramall Lane                    | 20 de enero  | 19:45 |
| Burnley              | 2 – 1 | West Bromwich Albion | Turf Moor                       | 20 de enero  | 20:00 |
| Coventry City        | 2 – 4 | Norwich City         | Coventry Building Society Arena | 21 de enero  | 12:30 |
| Birmingham City      | 1 – 2 | Preston North End    | St Andrew's Stadium             | 21 de enero  | 15:00 |
| Bristol City         | 1 – 1 | Blackburn Rovers     | Ashton Gate Stadium             | 21 de enero  | 15:00 |
| Cardiff City         | 0 – 1 | Millwall             | Cardiff City Stadium            | 21 de enero  | 15:00 |
| Queen's Park Rangers | 1 – 1 | Swansea City         | Kiyan Prince Fundation Stadium  | 21 de enero  | 15:00 |
| Stoke City           | 4 – 0 | Reading              | Bet365 Stadium                  | 21 de enero  | 15:00 |
| Watford              | 1 – 1 | Rotherham United     | Vicarage Road                   | 21 de enero  | 15:00 |
| Wigan Athletic       | 0 – 2 | Luton Town           | DW Stadium                      | 21 de enero  | 15:00 |
| Sunderland           | 2 – 0 | Middlesbrough        | Stadium of Light                | 22 de enero  | 12:00 |
| Blackpool            | 2 – 2 | Huddersfield Town    | Bloomfield Road                 | 7 de febrero | 19:45 |

| Hull City            | 3 – 0 | Queen's Park Rangers | KC Stadium        | 28 de enero   | 15:00 |
| Middlesbrough        | 2 – 0 | Watford              | Riverside Stadium | 28 de enero   | 15:00 |
| Luton Town           | 1 – 0 | Cardiff City         | Kenilworth Road   | 31 de enero   | 19:45 |
| Blackburn Rovers     | 1 – 0 | Blackpool            | Ewood Park        | 21 de febrero | 19:45 |
| Millwall             | 1 – 1 | Burnley              | The Den           | 21 de febrero | 19:45 |
| Norwich City         | 3 – 1 | Birmingham City      | Carrow Road       | 21 de febrero | 19:45 |
| Rotherham United     | 2 – 1 | Sunderland           | New York Stadium  | 21 de febrero | 19:45 |
| Swansea City         | 1 – 3 | Stoke City           | Liberty Stadium   | 21 de febrero | 19:45 |
| Preston North End    | 0 – 0 | Coventry City        | Deepdale          | 28 de febrero | 19:45 |
| Huddersfield Town    | 0 – 0 | Bristol City         | Kirklees Stadium  | 7 de marzo    | 19:45 |
| Reading              | 0 – 1 | Sheffield United     | Madejski Stadium  | 7 de marzo    | 20:00 |
| West Bromwich Albion | 1 – 0 | Wigan Athletic       | The Hawthorns     | 7 de marzo    | 20:00 |

| West Bromwich Albion | 1 – 0 | Coventry City        | The Hawthorns     | 3 de febrero | 20:00 |
| Norwich City         | 0 – 3 | Burnley              | Carrow Road       | 4 de febrero | 12:30 |
| Rotherham United     | 0 – 0 | Sheffield United     | New York Stadium  | 4 de febrero | 12:30 |
| Huddersfield Town    | 1 – 1 | Queen's Park Rangers | Kirklees Stadium  | 4 de febrero | 15:00 |
| Hull City            | 1 – 0 | Cardiff City         | KC Stadium        | 4 de febrero | 15:00 |
| Luton Town           | 1 – 0 | Stoke City           | Kenilworth Road   | 4 de febrero | 15:00 |
| Middlesbrough        | 3 – 0 | Blackpool            | Riverside Stadium | 4 de febrero | 15:00 |
| Millwall             | 1 – 1 | Sunderland           | The Den           | 4 de febrero | 15:00 |
| Preston North End    | 1 – 2 | Bristol City         | Deepdale          | 4 de febrero | 15:00 |
| Reading              | 2 – 2 | Watford              | Madejski Stadium  | 4 de febrero | 15:00 |
| Swansea City         | 3 – 4 | Birmingham City      | Liberty Stadium   | 4 de febrero | 15:00 |
| Blackburn Rovers     | 0 – 0 | Wigan Athletic       | Ewood Park        | 6 de febrero | 20:00 |

| Birmingham City      | 2 - 0 | West Bromwich Albion | St Andrew's Stadium             | 10 de febrero | 20:00 |
| Blackpool            | 0 - 0 | Rotherham United     | Bloomfield Road                 | 11 de febrero | 15:00 |
| Bristol City         | 1 - 0 | Norwich City         | Ashton Gate Stadium             | 11 de febrero | 15:00 |
| Burnley              | 3 - 0 | Preston North End    | Turf Moor                       | 11 de febrero | 15:00 |
| Cardiff City         | 1 - 3 | Middlesbrough        | Cardiff City Stadium            | 11 de febrero | 15:00 |
| Coventry City        | 1 - 1 | Luton Town           | Coventry Building Society Arena | 11 de febrero | 15:00 |
| Queen's Park Rangers | 1 - 2 | Millwall             | Kiyan Prince Fundation Stadium  | 11 de febrero | 15:00 |
| Sheffield United     | 3 - 0 | Swansea City         | Bramall Lane                    | 11 de febrero | 15:00 |
| Stoke City           | 0 - 0 | Hull City            | Bet365 Stadium                  | 11 de febrero | 15:00 |
| Sunderland           | 1 - 0 | Reading              | Stadium of Light                | 11 de febrero | 15:00 |
| Watford              | 1 - 1 | Blackburn Rovers     | Vicarage Road                   | 11 de febrero | 15:00 |
| Wigan Athletic       | 1 - 0 | Huddersfield Town    | DW Stadium                      | 11 de febrero | 15:00 |

| Birmingham City      | 0 – 2 | Cardiff City      | St Andrew's Stadium             | 14 de febrero | 19:45 |
| Coventry City        | 1 – 0 | Millwall          | Coventry Building Society Arena | 14 de febrero | 19:45 |
| Norwich City         | 3 – 1 | Hull City         | Carrow Road                     | 14 de febrero | 19:45 |
| Queen's Park Rangers | 0 – 3 | Sunderland        | Kiyan Prince Fundation Stadium  | 14 de febrero | 19:45 |
| Burnley              | 1 – 1 | Watford           | Turf Moor                       | 14 de febrero | 20:00 |
| Reading              | 2 – 1 | Rotherham United  | Madejski Stadium                | 14 de febrero | 20:00 |
| Bristol City         | 1 – 1 | Wigan Athletic    | Ashton Gate Stadium             | 15 de febrero | 19:45 |
| Preston North End    | 1 – 1 | Luton Town        | Deepdale                        | 15 de febrero | 19:45 |
| Stoke City           | 3 – 0 | Huddersfield Town | Bet365 Stadium                  | 15 de febrero | 19:45 |
| Swansea City         | 2 – 1 | Blackpool         | Liberty Stadium                 | 15 de febrero | 19:45 |
| Sheffield United     | 1 – 3 | Middlesbrough     | Bramall Lane                    | 15 de febrero | 20:00 |
| West Bromwich Albion | 1 – 1 | Blackburn Rovers  | The Hawthorns                   | 15 de febrero | 20:00 |

| Cardiff City      | 1 – 0 | Reading              | Cardiff City Stadium | 17 de febrero | 20:00 |
| Millwall          | 3 – 2 | Sheffield United     | The Den              | 18 de febrero | 12:30 |
| Blackburn Rovers  | 1 – 0 | Swansea City         | Ewood Park           | 18 de febrero | 15:00 |
| Blackpool         | 1 – 0 | Stoke City           | Bloomfield Road      | 18 de febrero | 15:00 |
| Huddersfield Town | 2 – 1 | Birmingham City      | Kirklees Stadium     | 18 de febrero | 15:00 |
| Hull City         | 0 – 0 | Preston North End    | KC Stadium           | 18 de febrero | 15:00 |
| Luton Town        | 0 – 1 | Burnley              | Kenilworth Road      | 18 de febrero | 15:00 |
| Middlesbrough     | 3 – 1 | Queen's Park Rangers | Riverside Stadium    | 18 de febrero | 15:00 |
| Rotherham United  | 0 – 2 | Coventry City        | New York Stadium     | 18 de febrero | 15:00 |
| Sunderland        | 1 – 1 | Bristol City         | Stadium of Light     | 18 de febrero | 15:00 |
| Wigan Athletic    | 0 – 0 | Norwich City         | DW Stadium           | 18 de febrero | 15:00 |
| Watford           | 3 – 2 | West Bromwich Albion | Vicarage Road        | 20 de febrero | 20:00 |

| Coventry City        | 2 – 1 | Sunderland        | Coventry Building Society Arena | 25 de febrero | 12:30 |
| Birmingham City      | 0 – 1 | Luton Town        | St Andrew's Stadium             | 25 de febrero | 15:00 |
| Bristol City         | 1 – 0 | Hull City         | Ashton Gate Stadium             | 25 de febrero | 15:00 |
| Burnley              | 4 – 0 | Huddersfield Town | Turf Moor                       | 25 de febrero | 15:00 |
| Norwich City         | 2 – 0 | Cardiff City      | Carrow Road                     | 25 de febrero | 15:00 |
| Preston North End    | 2 – 1 | Wigan Athletic    | Deepdale                        | 25 de febrero | 15:00 |
| Queen's Park Rangers | 1 – 3 | Blackburn Rovers  | Kiyan Prince Fundation Stadium  | 25 de febrero | 15:00 |
| Reading              | 3 – 1 | Blackpool         | Madejski Stadium                | 25 de febrero | 15:00 |
| Sheffield United     | 1 – 0 | Watford           | Bramall Lane                    | 25 de febrero | 15:00 |
| Stoke City           | 0 – 1 | Millwall          | Bet365 Stadium                  | 25 de febrero | 15:00 |
| West Bromwich Albion | 2 – 0 | Middlesbrough     | The Hawthorns                   | 25 de febrero | 15:00 |
| Swansea City         | 1 – 1 | Rotherham United  | Liberty Stadium                 | 27 de febrero | 20:00 |

| Hull City         | 2 – 0 | West Bromwich Albion | KC Stadium           | 3 de marzo | 20:00 |
| Blackburn Rovers  | 1 – 0 | Sheffield United     | Ewood Park           | 4 de marzo | 12:30 |
| Cardiff City      | 2 – 0 | Bristol City         | Cardiff City Stadium | 4 de marzo | 12:30 |
| Blackpool         | 0 – 0 | Burnley              | Bloomfield Road      | 4 de marzo | 15:00 |
| Huddersfield Town | 0 – 4 | Coventry City        | Kirklees Stadium     | 4 de marzo | 15:00 |
| Luton Town        | 1 – 0 | Swansea City         | Kenilworth Road      | 4 de marzo | 15:00 |
| Middlesbrough     | 5 – 0 | Reading              | Riverside Stadium    | 4 de marzo | 15:00 |
| Millwall          | 2 – 3 | Norwich City         | The Den              | 4 de marzo | 15:00 |
| Rotherham United  | 3 – 1 | Queen's Park Rangers | New York Stadium     | 4 de marzo | 15:00 |
| Sunderland        | 1 – 5 | Stoke City           | Stadium of Light     | 4 de marzo | 15:00 |
| Watford           | 0 – 0 | Preston North End    | Vicarage Road        | 4 de marzo | 15:00 |
| Wigan Athletic    | 1 – 1 | Birmingham City      | DW Stadium           | 4 de marzo | 15:00 |

| Stoke City           | 3 – 2 | Blackburn Rovers  | Bet365 Stadium                  | 10 de marzo | 20:00 |
| Bristol City         | 2 – 0 | Blackpool         | Ashton Gate Stadium             | 11 de marzo | 12:30 |
| Birmingham City      | 2 – 0 | Rotherham United  | St Andrew's Stadium             | 11 de marzo | 15:00 |
| Burnley              | 3 – 0 | Wigan Athletic    | Turf Moor                       | 11 de marzo | 15:00 |
| Coventry City        | 1 – 1 | Hull City         | Coventry Building Society Arena | 11 de marzo | 15:00 |
| Preston North End    | 2 – 0 | Cardiff City      | Deepdale                        | 11 de marzo | 15:00 |
| Queen's Park Rangers | 1 – 0 | Watford           | Kiyan Prince Fundation Stadium  | 11 de marzo | 15:00 |
| Reading              | 0 – 1 | Millwall          | Madejski Stadium                | 11 de marzo | 15:00 |
| Sheffield United     | 0 – 1 | Luton Town        | Bramall Lane                    | 11 de marzo | 15:00 |
| Swansea City         | 1 – 3 | Middlesbrough     | Liberty Stadium                 | 11 de marzo | 15:00 |
| West Bromwich Albion | 1 – 0 | Huddersfield Town | The Hawthorns                   | 11 de marzo | 15:00 |
| Norwich City         | 0 – 1 | Sunderland        | Carrow Road                     | 12 de marzo | 12:00 |

| Blackpool         | 6 – 1 | Queen's Park Rangers | Bloomfield Road      | 14 de marzo | 19:45 |
| Millwall          | 2 – 1 | Swansea City         | The Den              | 14 de marzo | 19:45 |
| Rotherham United  | 1 – 2 | Preston North End    | New York Stadium     | 14 de marzo | 19:45 |
| Watford           | 3 – 0 | Birmingham City      | Vicarage Road        | 14 de marzo | 19:45 |
| Wigan Athletic    | 1 – 1 | Coventry City        | DW Stadium           | 14 de marzo | 19:45 |
| Middlesbrough     | 1 – 1 | Stoke City           | Riverside Stadium    | 14 de marzo | 20:00 |
| Blackburn Rovers  | 2 – 1 | Reading              | Ewood Park           | 15 de marzo | 19:45 |
| Cardiff City      | 1 – 1 | West Bromwich Albion | Cardiff City Stadium | 15 de marzo | 19:45 |
| Huddersfield Town | 1 – 1 | Norwich City         | Kirklees Stadium     | 15 de marzo | 19:45 |
| Hull City         | 1 – 3 | Burnley              | KC Stadium           | 15 de marzo | 19:45 |
| Luton Town        | 1 – 0 | Bristol City         | Kenilworth Road      | 15 de marzo | 19:45 |
| Sunderland        | 1 – 2 | Sheffield United     | Stadium of Light     | 15 de marzo | 20:00 |

| Blackpool            | 1 – 4 | Coventry City        | Bloomfield Road                | 18 de marzo | 15:00 |
| Middlesbrough        | 4 – 0 | Preston North End    | Riverside Stadium              | 18 de marzo | 15:00 |
| Millwall             | 0 – 1 | Huddersfield Town    | The Den                        | 18 de marzo | 15:00 |
| Queen's Park Rangers | 0 – 1 | Birmingham City      | Kiyan Prince Fundation Stadium | 18 de marzo | 15:00 |
| Reading              | 1 – 1 | Hull City            | Madejski Stadium               | 18 de marzo | 15:00 |
| Stoke City           | 0 – 0 | Norwich City         | Bet365 Stadium                 | 18 de marzo | 15:00 |
| Sunderland           | 1 – 1 | Luton Town           | Stadium of Light               | 18 de marzo | 15:00 |
| Watford              | 1 – 1 | Wigan Athletic       | Vicarage Road                  | 18 de marzo | 15:00 |
| Swansea City         | 2 – 0 | Bristol City         | Liberty Stadium                | 19 de marzo | 12:30 |
| Blackburn Rovers     | 0 – 1 | Burnley              | Ewood Park                     | 25 de abril | 20:00 |
| Sheffield United     | 2 – 0 | West Bromwich Albion | Bramall Lane                   | 26 de abril | 20:00 |
| Rotherham United     | 1 – 2 | Cardiff City         | New York Stadium               | 27 de abril | 20:00 |

| Burnley              | 0 – 0 | Sunderland           | Turf Moor                       | 31 de marzo | 20:00 |
| Luton Town           | 2 – 0 | Watford              | Kenilworth Road                 | 1 de abril  | 12:30 |
| Preston North End    | 3 – 1 | Blackpool            | Deepdale                        | 1 de abril  | 12:30 |
| Birmingham City      | 1 – 0 | Blackburn Rovers     | St Andrew's Stadium             | 1 de abril  | 15:00 |
| Bristol City         | 1 – 1 | Reading              | Ashton Gate Stadium             | 1 de abril  | 15:00 |
| Cardiff City         | 2 – 3 | Swansea City         | Cardiff City Stadium            | 1 de abril  | 15:00 |
| Coventry City        | 0 – 4 | Stoke City           | Coventry Building Society Arena | 1 de abril  | 15:00 |
| Huddersfield Town    | 4 – 2 | Middlesbrough        | Kirklees Stadium                | 1 de abril  | 15:00 |
| Hull City            | 0 – 0 | Rotherham United     | KC Stadium                      | 1 de abril  | 15:00 |
| Norwich City         | 0 – 1 | Sheffield United     | Carrow Road                     | 1 de abril  | 15:00 |
| West Bromwich Albion | 0 – 0 | Millwall             | The Hawthorns                   | 1 de abril  | 15:00 |
| Wigan Athletic       | 1 – 0 | Queen's Park Rangers | DW Stadium                      | 1 de abril  | 15:00 |

| Millwall             | 0 – 0 | Luton Town           | The Den                        | 7 de abril | 12:30 |
| Rotherham United     | 3 – 1 | West Bromwich Albion | New York Stadium               | 7 de abril | 13:00 |
| Blackburn Rovers     | 0 – 2 | Norwich City         | Ewood Park                     | 7 de abril | 15:00 |
| Blackpool            | 1 – 3 | Cardiff City         | Bloomfield Road                | 7 de abril | 15:00 |
| Queen's Park Rangers | 0 – 2 | Preston North End    | Kiyan Prince Fundation Stadium | 7 de abril | 15:00 |
| Reading              | 1 – 1 | Birmingham City      | Madejski Stadium               | 7 de abril | 15:00 |
| Sheffield United     | 1 – 0 | Wigan Athletic       | Bramall Lane                   | 7 de abril | 15:00 |
| Stoke City           | 1 – 2 | Bristol City         | Bet365 Stadium                 | 7 de abril | 15:00 |
| Swansea City         | 0 – 0 | Coventry City        | Liberty Stadium                | 7 de abril | 15:00 |
| Watford              | 2 – 3 | Huddersfield Town    | Vicarage Road                  | 7 de abril | 15:00 |
| Sunderland           | 4 – 4 | Hull City            | Stadium of Light               | 7 de abril | 17:30 |
| Middlesbrough        | 1 – 2 | Burnley              | Riverside Stadium              | 7 de abril | 20:00 |

| Huddersfield Town    | 2 – 2 | Blackburn Rovers     | Kirklees Stadium                | 10 de abril | 12:30 |
| Birmingham City      | 0 – 0 | Stoke City           | St Andrew's Stadium             | 10 de abril | 15:00 |
| Cardiff City         | 0 – 1 | Sunderland           | Cardiff City Stadium            | 10 de abril | 15:00 |
| Coventry City        | 2 – 2 | Watford              | Coventry Building Society Arena | 10 de abril | 15:00 |
| Hull City            | 1 – 0 | Millwall             | KC Stadium                      | 10 de abril | 15:00 |
| Luton Town           | 3 – 1 | Blackpool            | Kenilworth Road                 | 10 de abril | 15:00 |
| Norwich City         | 0 – 0 | Rotherham United     | Carrow Road                     | 10 de abril | 15:00 |
| Preston North End    | 2 – 1 | Reading              | Deepdale                        | 10 de abril | 15:00 |
| West Bromwich Albion | 2 – 2 | Queen's Park Rangers | The Hawthorns                   | 10 de abril | 15:00 |
| Wigan Athletic       | 0 – 2 | Swansea City         | DW Stadium                      | 10 de abril | 15:00 |
| Bristol City         | 2 – 2 | Middlesbrough        | Ashton Gate Stadium             | 10 de abril | 17:30 |
| Burnley              | 2 – 0 | Sheffield United     | Turf Moor                       | 10 de abril | 20:00 |

| Middlesbrough        | 5 – 1 | Norwich City         | Riverside Stadium              | 14 de abril | 20:00 |
| Sheffield United     | 4 – 1 | Cardiff City         | Bramall Lane                   | 15 de abril | 12:30 |
| Blackpool            | 1 – 0 | Wigan Athletic       | Bloomfield Road                | 15 de abril | 15:00 |
| Millwall             | 2 – 0 | Preston North End    | The Den                        | 15 de abril | 15:00 |
| Queen's Park Rangers | 0 – 3 | Coventry City        | Kiyan Prince Fundation Stadium | 15 de abril | 15:00 |
| Reading              | 0 – 0 | Burnley              | Madejski Stadium               | 15 de abril | 15:00 |
| Rotherham United     | 0 – 2 | Luton Town           | New York Stadium               | 15 de abril | 15:00 |
| Stoke City           | 1 – 2 | West Bromwich Albion | Bet365 Stadium                 | 15 de abril | 15:00 |
| Sunderland           | 2 – 1 | Birmingham City      | Stadium of Light               | 15 de abril | 15:00 |
| Swansea City         | 1 – 0 | Huddersfield Town    | Liberty Stadium                | 15 de abril | 15:00 |
| Watford              | 2 – 0 | Bristol City         | Vicarage Road                  | 15 de abril | 15:00 |
| Blackburn Rovers     | 0 – 0 | Hull City            | Ewood Park                     | 15 de abril | 19:45 |

| Blackpool            | 0 – 2 | West Bromwich Albion | Bloomfield Road                | 18 de abril | 19:45 |
| Rotherham United     | 2 – 2 | Burnley              | New York Stadium               | 18 de abril | 19:45 |
| Sheffield United     | 1 – 0 | Bristol City         | Bramall Lane                   | 18 de abril | 19:45 |
| Stoke City           | 0 – 1 | Wigan Athletic       | Bet365 Stadium                 | 18 de abril | 19:45 |
| Sunderland           | 1 – 1 | Huddersfield Town    | Stadium of Light               | 18 de abril | 19:45 |
| Millwall             | 0 – 1 | Birmingham City      | The Den                        | 18 de abril | 20:00 |
| Blackburn Rovers     | 1 – 1 | Coventry City        | Ewood Park                     | 19 de abril | 19:45 |
| Queen's Park Rangers | 1 – 1 | Norwich City         | Kiyan Prince Fundation Stadium | 19 de abril | 19:45 |
| Swansea City         | 4 – 2 | Preston North End    | Liberty Stadium                | 19 de abril | 19:45 |
| Watford              | 1 – 3 | Cardiff City         | Vicarage Road                  | 19 de abril | 19:45 |
| Middlesbrough        | 3 – 1 | Hull City            | Riverside Stadium              | 19 de abril | 20:00 |
| Reading              | 1 – 1 | Luton Town           | Madejski Stadium               | 19 de abril | 20:00 |

| Birmingham City      | 0 – 1 | Blackpool            | St Andrew's Stadium             | 22 de abril | 15:00 |
| Bristol City         | 2 – 1 | Rotherham United     | Ashton Gate Stadium             | 22 de abril | 15:00 |
| Burnley (C)          | 1 – 2 | Queen's Park Rangers | Turf Moor                       | 22 de abril | 15:00 |
| Cardiff City         | 1 – 1 | Stoke City           | Cardiff City Stadium            | 22 de abril | 15:00 |
| Coventry City        | 2 – 1 | Reading              | Coventry Building Society Arena | 22 de abril | 15:00 |
| Hull City            | 1 – 0 | Watford              | KC Stadium                      | 22 de abril | 15:00 |
| Norwich City         | 0 – 3 | Swansea City         | Carrow Road                     | 22 de abril | 15:00 |
| Wigan Athletic       | 2 – 1 | Millwall             | DW Stadium                      | 22 de abril | 15:00 |
| Preston North End    | 1 – 1 | Blackburn Rovers     | Deepdale                        | 22 de abril | 17:30 |
| West Bromwich Albion | 1 – 2 | Sunderland           | The Hawthorns                   | 23 de abril | 12:00 |
| Luton Town           | 2 – 1 | Middlesbrough        | Kenilworth Road                 | 24 de abril | 20:00 |
| Huddersfield Town    | 1 – 0 | Sheffield United     | Kirklees Stadium                | 4 de mayo   | 19:45 |

| Blackpool            | 2 – 3 | Millwall             | Bloomfield Road                 | 28 de abril | 20:00 |
| Bristol City         | 1 – 2 | Burnley              | Ashton Gate Stadium             | 29 de abril | 15:00 |
| Coventry City        | 2 – 0 | Birmingham City      | Coventry Building Society Arena | 29 de abril | 15:00 |
| Hull City            | 1 – 1 | Swansea City         | KC Stadium                      | 29 de abril | 15:00 |
| Reading              | 1 – 1 | Wigan Athletic       | Madejski Stadium                | 29 de abril | 15:00 |
| Sheffield United     | 4 – 1 | Preston North End    | Bramall Lane                    | 29 de abril | 15:00 |
| Stoke City           | 0 – 1 | Queen's Park Rangers | Bet365 Stadium                  | 29 de abril | 15:00 |
| Sunderland           | 2 – 2 | Watford              | Stadium of Light                | 29 de abril | 15:00 |
| West Bromwich Albion | 2 – 1 | Norwich City         | The Hawthorns                   | 29 de abril | 17:30 |
| Cardiff City         | 1 – 2 | Huddersfield Town    | Cardiff City Stadium            | 30 de abril | 12:00 |
| Rotherham United     | 1 – 0 | Middlesbrough        | New York Stadium                | 1 de mayo   | 13:00 |
| Blackburn Rovers     | 1 – 1 | Luton Town           | Ewood Park                      | 1 de mayo   | 17:30 |

| Birmingham City      | 1 – 2 | Sheffield United     | St Andrew's Stadium            | 8 de mayo | 15:00 |
| Burnley              | 3 – 0 | Cardiff City         | Turf Moor                      | 8 de mayo | 15:00 |
| Huddersfield Town    | 2 – 0 | Reading              | Kirklees Stadium               | 8 de mayo | 15:00 |
| Luton Town           | 0 – 0 | Hull City            | Kenilworth Road                | 8 de mayo | 15:00 |
| Middlesbrough        | 1 – 1 | Coventry City        | Riverside Stadium              | 8 de mayo | 15:00 |
| Millwall             | 3 – 4 | Blackburn Rovers     | The Den                        | 8 de mayo | 15:00 |
| Norwich City         | 0 – 1 | Blackpool            | Carrow Road                    | 8 de mayo | 15:00 |
| Preston North End    | 0 – 3 | Sunderland           | Deepdale                       | 8 de mayo | 15:00 |
| Queen's Park Rangers | 0 – 2 | Bristol City         | Kiyan Prince Fundation Stadium | 8 de mayo | 15:00 |
| Swansea City         | 3 – 2 | West Bromwich Albion | Liberty Stadium                | 8 de mayo | 15:00 |
| Watford              | 2 – 0 | Stoke City           | Vicarage Road                  | 8 de mayo | 15:00 |
| Wigan Athletic       | 0 – 0 | Rotherham United     | DW Stadium                     | 8 de mayo | 15:00 |

#### Tabla de resultados cruzados
| Local \ Visitante | BIR | BLA | BLP | BRI | BUR | CAR | COV | HUD | HUL | LUT | MID | MIL | NOR | PRE | QPR | REA | ROT | SHU | STO | SUN | SWA | WAT | WBA | WIG |
| ----------------- | --- | --- | --- | --- | --- | --- | --- | --- | --- | --- | --- | --- | --- | --- | --- | --- | --- | --- | --- | --- | --- | --- | --- | --- |
| Birmingham City   | —   | 1–0 | 0–1 | 3–0 | 1–1 | 0–2 | 0–0 | 2–1 | 0–1 | 0–1 | 1–3 | 0–0 | 1–2 | 1–2 | 2–0 | 3–2 | 2–0 | 1–2 | 0–0 | 1–2 | 2–2 | 1–1 | 2–0 | 0–1 |
| Blackburn Rovers  | 2–1 | —   | 1–0 | 2–3 | 0–1 | 1–0 | 1–1 | 1–0 | 0–0 | 1–1 | 1–2 | 2–1 | 0–2 | 1–4 | 1–0 | 2–1 | 3–0 | 1–0 | 0–1 | 2–0 | 1–0 | 2–0 | 2–1 | 0–0 |
| Blackpool         | 0–0 | 0–1 | —   | 3–3 | 0–0 | 1–3 | 1–4 | 2–2 | 1–3 | 0–1 | 0–3 | 2–3 | 0–1 | 4–2 | 6–1 | 1–0 | 0–0 | 1–2 | 1–0 | 1–1 | 0–1 | 3–1 | 0–2 | 1–0 |
| Bristol City      | 4–2 | 1–1 | 2–0 | —   | 1–2 | 2–0 | 0–0 | 2–0 | 1–0 | 2–0 | 2–2 | 1–2 | 1–0 | 2–1 | 1–2 | 1–1 | 2–1 | 0–1 | 1–2 | 2–3 | 1–1 | 0–0 | 0–2 | 1–1 |
| Burnley           | 3–0 | 3–0 | 3–3 | 2–1 | —   | 3–0 | 1–0 | 4–0 | 1–1 | 1–1 | 3–1 | 2–0 | 1–0 | 3–0 | 1–2 | 2–1 | 3–2 | 2–0 | 1–1 | 0–0 | 4–0 | 1–1 | 2–1 | 3–0 |
| Cardiff City      | 1–0 | 1–0 | 1–1 | 2–0 | 1–1 | —   | 0–1 | 1–2 | 2–3 | 1–2 | 1–3 | 0–1 | 1–0 | 0–0 | 0–0 | 1–0 | 1–0 | 0–1 | 1–1 | 0–1 | 2–3 | 1–2 | 1–1 | 1–1 |
| Coventry City     | 2–0 | 1–0 | 1–2 | 1–1 | 0–1 | 0–0 | —   | 2–0 | 1–1 | 1–1 | 1–0 | 1–0 | 2–4 | 0–1 | 2–0 | 2–1 | 2–2 | 1–0 | 0–4 | 2–1 | 3–3 | 2–2 | 1–0 | 2–0 |
| Huddersfield      | 2–1 | 2–2 | 0–1 | 0–0 | 0–1 | 1–0 | 0–4 | —   | 2–0 | 1–2 | 4–2 | 1–0 | 1–1 | 0–1 | 1–1 | 2–0 | 2–0 | 1–0 | 3–1 | 0–2 | 0–0 | 0–2 | 2–2 | 1–2 |
| Hull City         | 0–2 | 0–1 | 1–1 | 2–1 | 1–3 | 1–0 | 3–2 | 1–1 | —   | 0–2 | 1–3 | 1–0 | 2–1 | 0–0 | 3–0 | 1–2 | 0–0 | 0–2 | 0–3 | 1–1 | 1–1 | 1–0 | 2–0 | 2–1 |
| Luton Town        | 0–0 | 2–0 | 3–1 | 1–0 | 0–1 | 1–0 | 2–2 | 3–3 | 0–0 | —   | 2–1 | 2–2 | 2–1 | 0–1 | 3–1 | 0–0 | 1–1 | 1–1 | 1–0 | 1–1 | 1–0 | 2–0 | 2–3 | 1–2 |
| Middlesbrough     | 1–0 | 1–2 | 3–0 | 1–1 | 1–2 | 2–3 | 1–1 | 0–0 | 3–1 | 2–1 | —   | 1–0 | 5–1 | 4–0 | 3–1 | 5–0 | 0–0 | 2–2 | 1–1 | 1–0 | 2–1 | 2–0 | 1–1 | 4–1 |
| Millwall          | 0–1 | 3–4 | 2–1 | 0–0 | 1–1 | 2–0 | 3–2 | 0–1 | 0–0 | 0–0 | 2–0 | —   | 2–3 | 2–0 | 0–2 | 0–1 | 3–0 | 3–2 | 2–0 | 1–1 | 2–1 | 3–0 | 2–1 | 1–1 |
| Norwich City      | 3–1 | 0–2 | 0–1 | 3–2 | 0–3 | 2–0 | 3–0 | 2–1 | 3–1 | 0–1 | 1–2 | 2–0 | —   | 2–3 | 0–0 | 1–1 | 0–0 | 0–1 | 3–1 | 0–1 | 0–3 | 0–1 | 1–1 | 1–1 |
| Preston North     | 0–1 | 1–1 | 3–1 | 1–2 | 1–1 | 2–0 | 0–0 | 1–2 | 0–0 | 1–1 | 2–1 | 2–4 | 0–4 | —   | 0–1 | 2–1 | 0–0 | 0–2 | 0–2 | 0–3 | 1–0 | 0–0 | 1–0 | 2–1 |
| QPR               | 0–1 | 1–3 | 0–1 | 0–2 | 0–3 | 3–0 | 0–3 | 1–2 | 3–1 | 0–3 | 3–2 | 1–2 | 1–1 | 0–2 | —   | 2–1 | 1–1 | 1–1 | 0–0 | 0–3 | 1–1 | 1–0 | 0–1 | 2–1 |
| Reading           | 1–1 | 3–0 | 3–1 | 2–0 | 0–0 | 2–1 | 1–0 | 3–1 | 1–1 | 1–1 | 1–0 | 0–1 | 1–1 | 1–2 | 2–2 | —   | 2–1 | 0–1 | 2–1 | 0–3 | 2–1 | 2–2 | 0–2 | 1–1 |
| Rotherham         | 2–0 | 4–0 | 3–0 | 1–3 | 2–2 | 1–2 | 0–2 | 2–1 | 2–4 | 0–2 | 1–0 | 1–1 | 1–2 | 1–2 | 3–1 | 4–0 | —   | 0–0 | 2–2 | 2–1 | 1–1 | 1–1 | 3–1 | 0–2 |
| Sheffield United  | 1–1 | 3–0 | 3–3 | 1–0 | 5–2 | 4–1 | 3–1 | 1–0 | 1–0 | 0–1 | 1–3 | 2–0 | 2–2 | 4–1 | 0–1 | 4–0 | 0–1 | —   | 3–1 | 2–1 | 3–0 | 1–0 | 2–0 | 1–0 |
| Stoke City        | 1–2 | 3–2 | 2–0 | 1–2 | 0–1 | 2–2 | 0–2 | 3–0 | 0–0 | 2–0 | 2–2 | 0–1 | 0–0 | 0–1 | 0–1 | 4–0 | 0–1 | 3–1 | —   | 0–1 | 1–1 | 0–4 | 1–2 | 0–1 |
| Sunderland        | 2–1 | 2–1 | 0–0 | 1–1 | 2–4 | 0–1 | 1–1 | 1–1 | 4–4 | 1–1 | 2–0 | 3–0 | 0–1 | 0–0 | 2–2 | 1–0 | 3–0 | 1–2 | 1–5 | —   | 1–3 | 2–2 | 1–2 | 2–1 |
| Swansea City      | 3–4 | 0–3 | 2–1 | 2–0 | 1–2 | 2–0 | 0–0 | 1–0 | 3–0 | 0–2 | 1–3 | 2–2 | 0–1 | 4–2 | 1–0 | 3–2 | 1–1 | 0–1 | 1–3 | 2–1 | —   | 4–0 | 3–2 | 2–2 |
| Watford           | 3–0 | 1–1 | 2–0 | 2–0 | 1–0 | 1–3 | 0–1 | 2–3 | 0–0 | 4–0 | 2–1 | 0–2 | 2–1 | 0–0 | 2–3 | 2–0 | 1–1 | 1–0 | 2–0 | 2–2 | 1–2 | —   | 3–2 | 1–1 |
| West Brom         | 2–3 | 1–1 | 1–0 | 0–2 | 1–1 | 0–0 | 1–0 | 1–0 | 5–2 | 0–0 | 2–0 | 0–0 | 2–1 | 2–0 | 2–2 | 1–0 | 3–0 | 0–2 | 2–0 | 1–2 | 2–3 | 1–1 | —   | 1–0 |
| Wigan Athletic    | 1–1 | 1–0 | 2–1 | 1–1 | 1–5 | 1–3 | 1–1 | 1–0 | 1–4 | 0–2 | 1–4 | 2–1 | 0–0 | 0–0 | 1–0 | 0–1 | 0–0 | 1–2 | 0–1 | 1–4 | 0–2 | 0–1 | 1–1 | —   |

## Play-Offs

#### Cuadro de desarrollo
|  | Semifinales                                                    | Semifinales                                                    | Semifinales                                                    | Semifinales                                                    | Semifinales                                                    |   |   | Final              | Final              | Final              |  |
|  | 13 y 14 de mayo de 2023 (ida) 16 y 17 de mayo de 2023 (vuelta) | 13 y 14 de mayo de 2023 (ida) 16 y 17 de mayo de 2023 (vuelta) | 13 y 14 de mayo de 2023 (ida) 16 y 17 de mayo de 2023 (vuelta) | 13 y 14 de mayo de 2023 (ida) 16 y 17 de mayo de 2023 (vuelta) | 13 y 14 de mayo de 2023 (ida) 16 y 17 de mayo de 2023 (vuelta) |   |   | 27 de mayo de 2023 | 27 de mayo de 2023 | 27 de mayo de 2023 |  |
|  |                                                                |                                                                |                                                                |                                                                |                                                                |   |   |                    |                    |                    |  |
|  |                                                                |                                                                |                                                                |                                                                |                                                                |   |   |                    |                    |                    |  |
|  | 3                                                              | Luton Town                                                     | 1                                                              | 2                                                              | 3                                                              |   |   |                    |                    |                    |  |
|  | 3                                                              | Luton Town                                                     | 1                                                              | 2                                                              | 3                                                              |   |   |                    |                    |                    |  |
|  | 6                                                              | Sunderland                                                     | 2                                                              | 0                                                              | 2                                                              |   |   |                    |                    |                    |  |
|  | 6                                                              | Sunderland                                                     | 2                                                              | 0                                                              | 2                                                              |   | 3 | Luton Town (p.)    | 1 (6)              |                    |  |
|  |                                                                |                                                                |                                                                |                                                                |                                                                |   | 3 | Luton Town (p.)    | 1 (6)              |                    |  |
|  |                                                                |                                                                | 5                                                              | Coventry City                                                  | 1 (5)                                                          |   |   |                    |                    |                    |  |
|  | 4                                                              | Middlesbrough                                                  | 5                                                              | Coventry City                                                  | 1 (5)                                                          | 0 | 0 | 0                  |                    |                    |  |
|  | 4                                                              | Middlesbrough                                                  |                                                                |                                                                |                                                                | 0 | 0 | 0                  |                    |                    |  |
|  | 5                                                              | Coventry City                                                  | 0                                                              | 1                                                              | 1                                                              |   |   |                    |                    |                    |  |
|  | 5                                                              | Coventry City                                                  | 0                                                              | 1                                                              | 1                                                              |   |   |                    |                    |                    |  |
|  |                                                                |                                                                |                                                                |                                                                |                                                                |   |   |                    |                    |                    |  |

- Los horarios corresponden al huso horario de verano británico BST (UTC+1).

#### Semifinales
| Ida; 13 de mayo de 2023 | Sunderland              | 2 – 1   | Luton Town  | Stadium of Light, Sunderland                             |                                                          |
| 17:30                   | - Diallo 39' - Hume 63' | Reporte | Adebayo 11' | Asistencia: 46 060 espectadores Árbitro(s): Tim Robinson | Asistencia: 46 060 espectadores Árbitro(s): Tim Robinson |

| Vuelta; 16 de mayo de 2023 | Luton Town               | 2 – 0 (Global 3 – 2) | Sunderland | Kenilworth Road, Luton                                   |                                                          |
| 20:00                      | - Osho 10' - Lockyer 43' | Reporte              |            | Asistencia: 10 013 espectadores Árbitro(s): Simon Hooper | Asistencia: 10 013 espectadores Árbitro(s): Simon Hooper |

| Ida; 14 de mayo de 2023 | Coventry City | 0 – 0   | Middlesbrough | Ricoh Arena, Coventry                                    |                                                          |
| 12:00                   |               | Reporte |               | Asistencia: 28 874 espectadores Árbitro(s): Bobby Madley | Asistencia: 28 874 espectadores Árbitro(s): Bobby Madley |

| Vuelta; 17 de mayo de 2023 | Middlesbrough | 0 – 1 (Global 0 – 1) | Coventry City | Riverside Stadium, Middlesbrough                        |                                                         |
| 20:00                      |               | Reporte              | Hamer 57'     | Asistencia: 32 154 espectadores Árbitro(s): David Coote | Asistencia: 32 154 espectadores Árbitro(s): David Coote |

#### Final
| 27 de mayo de 2023 | Luton Town                                        | 1 - 1 (6 - 5 p.)           | Coventry City                                     | Estadio de Wembley, Londres                                                    |                                                                                |
| 16:45              | Clark 23'                                         | Reporte                    | Hamer 66'                                         | Asistencia: 85 711 espectadores Árbitro(s): Michael Oliver VAR: Andre Marriner | Asistencia: 85 711 espectadores Árbitro(s): Michael Oliver VAR: Andre Marriner |
|                    |                                                   | Tiros desde el punto penal |                                                   |                                                                                |                                                                                |
|                    | Morris · Taylor · Nakamba · Clark · Berry · Potts |                            | Godden · Gyökeres · Sheaf · Eccles · Kelly · Dabo |                                                                                |                                                                                |

| Luton Town | vs. | Coventry City |

## Estadísticas

### Goleadores
| Pos. | Jugador         | Club             | Goles | Part. | Prom. |
| ---- | --------------- | ---------------- | ----- | ----- | ----- |
| 1    | Chuba Akpom     | Middlesbrough    | 22    | 29    | 0.76  |
| 2    | Viktor Gyökeres | Coventry City    | 17    | 36    | 0.47  |
| 3    | Carlton Morris  | Luton Town       | 15    | 35    | 0.43  |
| 4    | Nathan Tella    | Burnley          | 14    | 33    | 0.42  |
| 5    | Tom Bradshaw    | Millwall         | 13    | 31    | 0.42  |
| 5    | Oscar Estupiñán | Hull City        | 13    | 33    | 0.39  |
| 5    | Zian Flemming   | Millwall         | 13    | 33    | 0.39  |
| 5    | Joël Piroe      | Swansea City     | 13    | 33    | 0.39  |
| 9    | Oliver McBurnie | Sheffield United | 11    | 28    | 0.39  |
| 9    | Josh Sargent    | Norwich City     | 11    | 31    | 0.35  |
| 9    | Ben Brereton    | Blackburn Rovers | 11    | 33    | 0.33  |
| 9    | Nahki Wells     | Bristol City     | 11    | 35    | 0.31  |
| 9    | Iliman Ndiaye   | Sheffield United | 11    | 36    | 0.31  |

### Asistencias
| Posición | Jugador         | Club                 | Asistencias |
| -------- | --------------- | -------------------- | ----------- |
| 1        | Ryan Giles      | Middlesbrough        | 9           |
| 2        | Daniel Barlaser | Rotherham United     | 8           |
| 3        | Ken Sema        | Watford              | 7           |
| 3        | Sorba Thomas    | Huddersfield Town    | 7           |
| 3        | Teemu Pukki     | Norwich City         | 7           |
| 3        | Illias Chair    | QPR                  | 7           |
| 3        | Josh Brownhill  | Burnley              | 7           |
| 3        | Viktor Gyökeres | Coventry City        | 7           |
| 3        | Iliman Ndiaye   | Sheffield United     | 7           |
| 3        | Jed Wallace     | West Bromwich Albion | 7           |
| 3        | James McClean   | Wigan Athletic       | 7           |